# Список ботаников-систематиков/A—Z
Список начинающихся на букву A—Z обозначений имён ботаников, которые используются при цитировании научных (латинских) биноминальных названий растений.
Международный кодекс ботанической номенклатуры (МКБН) рекомендует в публикациях на ботанические темы, особенно если они касаются таксономии и номенклатуры, указывать авторов названий таксонов. Указание авторов названий таксонов следует выполнять в соответствии с правилами и советами, приведёнными в МКБН. В частности, в МКБН дана рекомендация использовать при цитировании авторов таксонов опубликованную в 1992 году книгу Браммита и Пауэлл Authors of plant names с уточнениями и дополнениями, соответствующими сведениям из баз данных International Plant Names Index и Index Fungorum.
Список обозначений содержит:
- стандартную форму обозначения,
- имя на русском языке (если известно),
- имя на родном языке персоны (или на английском),
- год рождения или годы жизни; в некоторых случаях дан год первой публикации (пометка fl.), в которой использовано данное обозначение.

## A
- A.A.Fisch.Waldh. — Фишер фон Вальдгейм, Александр Александрович
- A.Arber — Арбер, Агнес Робертсон
- A.B.Frank — Франк, Альберт Бернхард
- A.B.Jacks. — Джексон, Альберт Брюс
- A.Bassi — Басси, Агостино
- A.Benn. — Беннетт, Артур
- A.Berger — Бергер, Альвин[1]
- A.Br. — Браун, Аддисон
- A.Braun — Браун, Александр[2]
- A.C.Leslie — Лесли, Алан Кристофер
- A.C.Sm. — Смит, Альберт Чарльз
- A.Camus — Камю, Эме Антуанетта
- A.Chev. — Шевалье, Огюст Жан Батист
- A.Cunn. — Каннингем, Аллан (ботаник)
- A.D.Hawkes — Хоукс, Алекс Драм
- A.D.Slavin — Слэвин, Артур Дэниел
- A.DC. — Декандоль, Альфонс
- A.Dietr. — Дитрих, Альберт Готтфрид
- A.E.Murray — Мюррей, Альберт Эдвард
- A.E.van Wyk — Ван Уик, Абрахам Эрасмус
- A.E.Wood — Alec E. Wood
- A.Edwards — Эдвардс, Александр[3]
- A.Fedtsch. — Федченко, Алексей Павлович
- A.Fern. — Фернандиш, Абилиу[4]
- A.G.Mill. — Anthony G. Miller, 1951-
- A.Gaertn. — Alwin Gaertner, fl. 1954
- A.Gray — Грей, Эйса
- A.H.Gentry — Джентри, Элвин
- A.H.Sm. — Смит, Александр Хэнчетт
- A.Hay — Alistair Hay, 1955—
- A.Heller — Хеллер, Амос Артур
- A.Henry — Генри, Августин[5]
- A.Huet — Юэ Дюпавийон, Альфред
- A.J.Scott — Andrew John Scott, 1950—
- A.Juss. — Жюссьё, Адриен Анри Лоран де[6]
- A.K.Becker — Беккер, Александр Каспарович[7]
- A.K.Skvortsov — Скворцов, Алексей Константинович
- A.Kern. — Кернер, Антон
- Á.Löve — Лёве, Аускедль[8]
- A.M.Cowan — Коуэн, Аделайн Мэй
- A.M.Lu — An Min(g) Lu, 1939—
- A.M.Powell — Albert Michael Powell, 1937—
- A.M.Young — Anthony M. Young, fl. 1973
- A.Moon — Alan Moon, fl. 1997
- A.Murray bis — Мюррей, Эндрю
- A.N.Rao — A. Nageswara Rao, fl. 1985
- A.N.Vassiljeva — Васильева А.Н., fl. 1969
- A.Nelson — Нельсон, Авен[9]
- A.P.Das — Дас, Абхая Прасад
- A.P.Davis — Дэвис, Аарон Пол
- A.P.Khokhr. — Хохряков, Андрей Павлович
- A.R.Ferguson — Фергюсон, Аллан Росс
- A.R.Martin — Мартин, Антон
- A.R.Mast — Мэст, Остин
- A.R.Penfold — Arthur Raymond Penfold
- A.Rich. — Ришар, Ашиль
- A.Rojas — Рохас, Александер
- A.S.Barclay — Arthur Stewart Barclay, 1932—
- A.S.Foster — Фостер, Адрианс Шервуд
- A.S.George — Джордж, Александр
- A.Schimp. — Шимпер, Андреас
- A.Schmitz — Andre Schmitz, 1920—
- A.Schumach. — Шумахер, Альберт
- A.Sen — Ajita Sen, fl. 1976
- A.Soriano — Сориано, Альберто
- A.St.-Hil. — Сент-Илер, Огюстен де
- A.Stahl — Шталь, Агустин
- A.T.Lee — Ли, Альма Теодора
- A.Walther — Вальтер, Августин Фридрих[10]
- A.W.Hill — Хилл, Артур Уильям
- A.W.Russell — Рассел, Анна

- Abbot — Эббот, Джон
- Abolin — Аболин, Роберт Иванович
- Abramova — Абрамова, Анастасия Лаврентьевна
- Ach. — Ахариус, Эрик
- Acloque — Аклок, Александр
- Adamov — Адамов, Владимир Владимирович
- Adams — Адамс, Михаил Иванович
- Adamson — Адамсон, Роберт Стивен
- Adans. — Адансон, Мишель
- Adolf — N.A. Adolf, fl. 1930
- Adylov — Teshabaj Adylovich Adylov, 1920—1998
- Aellen — Эллен, Пауль[11]
- Afzel. — Афцелиус, Адам
- Aggeenko — Аггеенко, Владимир Наумович
- Airy Shaw — Эри Шо, Херберт Кеннет
- Aiton — Эйтон, Уильям[12]
- Aitch. — Эйчисон, Джеймс Эдвард Тирни
- Akers — Экерс, Джон Фрэнк
- Akinf. — Акинфиев, Иван Яковлевич
- Al.Brongn. — Броньяр, Александр
- Al.Fed. — Фёдоров, Александр Александрович (ботаник)
- Al.Murray — Alexander Murray, 1798—1838
- Al-Shehbaz — Аль-Шехбаз, Ихсан
- Alb. — Альбертини, Йоханнес Баптиста фон
- Albov — Альбов, Николай Михайлович
- Alderw. — Алдерверелт ван Розенбюрг, Корнелис Рюгир Виллем Карел ван
- Aldrovandi — Альдрованди, Улиссе
- Alef. — Алефельд, Фридрих Георг Кристоф
- Alexandrovicz — Александрович, Юрий Осипович
- Aliss. — Алисова-Клобукова, Евгения Николаевна
- All. — Аллиони, Карло
- Allan — Аллан, Гарри Говард Бартон
- Alpino — Альпини, Просперо[10]
- Alph.Wood — Вуд, Альфонсо[13]
- Alston — Олстон, Артур Хью Гарфит
- Alstr. — Альстрёмер, Клас
- Ameljcz. — Амельченко, Валентина Павловна
- Ames — Эймс, Оукс
- Amici — Амичи, Джованни Баттиста
- Ammirati — Joseph F. Ammirati, 1942—
- Amman — Амман, Иоганн[10]
- Amshoff — исп. Gerda Jane Hillegonda Amshoff, 1913—1985

- Andary — Claude Andary, fl. 1983
- Anderb. — Андерберг, Арне
- Andersson — Андерссон, Нильс Юхан[14]
- Andr. — Андреански, Габор
- André — Андре, Эдуард Франсуа[15]
- Andresen — Андресен, Джон Уильям
- Andrews — Эндрюс, Генри Чарльз[16]
- Andrz. — Андржейовский, Антон Лукьянович
- Annenkov — Анненков, Николай Иванович
- Ant.Juss. — Жюссьё, Антуан де
- Antoine — Антуан, Франц
- Arbo — es:María Mercedes Arbo, 1945—
- Arcang. — Арканджели, Джованни
- Archer — Арчер, Томас
- Ard. — Ардуино, Пьетро
- Areces — L. Alberto E. Areces-Mallea, 1948—
- Arechav. — Аречавалета, Хосе
- Arends — Арендс, Георг
- Arn. — Арнотт, Джордж Арнотт
- Aroche — Regla Maria Aroche, fl. 1986
- Arora — C.M. Arora, fl. 1969[17]
- Arruda — Арруда да Камара, Мануэл
- Artari — Артари, Александр Петрович
- Artsikh. — Арциховский, Владимир Мартынович
- Arv.-Touv. — Арве-Туве, Казимир
- Asami — Асами, Ёсити
- Asch. — Ашерзон, Пауль[18]
- Ashe — Аш, Уильям Уиллард
- Askerova — Аскерова, Роза Касум кызы
- Asso — Ассо, Хордан
- Aste — Fabio Aste, fl. 2000
- Aston — Helen Isabel Aston, 1934—
- Aubl. — Обле, Жан Батист Кристиан
- Aubrév. — Обревиль, Андре[19]
- Aubriet — Обрие, Клод[10]
- Aver. — Аверьянов, Леонид Владимирович
- Aymard — Аймард Корредор, Херардо Антонио
- Azara — Асара, Феликс де

## B
- B.A.Gomes — Гомиш, Бернардину Антониу (младший)
- B.B.Simpson — Beryl Britnall Simpson, 1942—
- B.Boivin — Буавен, Бернард
- B.Bremer — Бремер, Биргитта
- B.C.Stone — Стоун, Бенджамин Клеменс
- B.Chandler — Bertha Chandle, 1885—1961
- B.D.Jacks. — Джексон, Бенджамин Дейдон[20]
- B.Fedtsch. — Федченко, Борис Алексеевич[21]
- B.G.Briggs — Бриггс, Барбара Джиллиан
- B.G.Murray — B. G. Murray, fl. (1998)
- B.G.Schub. — Шуберт, Бернис Гидуз
- B.Juss. — Жюссьё, Бернар де
- B.Keller — Келлер, Борис Александрович
- B.L.Burtt — Бертт, Брайан Лоренс
- B.L.Rob. — Робинсон, Бенджамин Линкольн[22]
- B.L.Turner — Тёрнер, Билли Ли (ботаник)
- B.M.G.Jones — Brian Michael Glyn Jones, 1933—
- B.Mathew — Brian Frederick Mathew, 1936—
- B.Mey. — Мейер, Бернхард
- B.Nord. — Норденстам, Бертиль
- B.R.Adams — Адамс, Брайан Роджер
- B.R.Baum — Bernard René Baum, 1937—
- B.S.P. — N.L.Britton, E.A.Stearns & J.Poggenburg[23]
- B.S.Williams — Уильямс, Бенджамин Сэмюэль
- B.Ståhl — Bertil Ståhl, 1957—
- B.Vogel — Фогель, Бенедикт Кристиан
- B.Walln. — Валльнёфер, Бруно
- B.Y.Sjöstedt — Шёстедт, Брор Ингве

- Bab. — Бабингтон, Чарльз Кардэйл
- Bachteev — Бахтеев, Фатих Хафизович
- Backeb. — Бакеберг, Курт
- Backh. — Бекхаус, Джеймс
- Backh.f. — Бекхаус, Джеймс (младший)
- Backlund — Anders Backlund, fl. 1993
- Baden — Баден, Клаус
- Baehni — Бени, Шарль
- Bailey — Бейли, Джейкоб Уитман[24]
- Baill. — Байон, Эрнест-Анри
- Bajtenov — M.S. Bajtenov, 1927—
- Baker — Бейкер, Джон Гилберт
- Baker f. — Бейкер, Эдмунд Гилберт
- Bakh. — Бакёйзен ван ден Бринк, Рейниер Корнелис
- Bakh.f. — Бакёйзен ван ден Бринк, Рейниер Корнелис (младший)
- Balansa — Баланза, Бенедикт[25]
- Balb. — Бальбис, Джованни-Баттиста
- Bald. — Бальдаччи, Антонио
- Balf. — Бальфур, Джон Хаттон
- Balf.f. — Бальфур, Айзек Бейли
- Balk. — B.E. Balkovsky, 1899—
- Ball — Болл, Джон (натуралист)
- Bals.-Criv. — Бальзамо-Кривелли, Джузеппе
- Banister — Банистер, Джон
- Banks — Бэнкс, Джозеф
- Baran. — Баранецкий, Осип Васильевич
- Baranova — Баранова, Маргарита В.
- Barb.Rodr. — Барбоза Родригес, Жоан
- Barbar. — Барбарич, Андрей Иванович
- Barbey — William Barbey, 1842—1914
- Barcelona — Барселона, Хулия
- Barkoudah — Youssef Ibrahim Barkoudah, 1933—
- Barnadez — Барнадес, Мигель
- Barnéoud — Барнеу, Франсуа Марьюс[26]
- Barneby — Барнеби, Руперт Чарльз
- Barnhart — Барнхарт, Джон Хендли
- Baroni — Eugenio Baroni, 1865—1943
- Barr — Барр, Питер
- Barrande — Барранд, Йоахим
- Barratt — Joseph Barratt, 1796—1882
- Barthlott — Бартлотт, Вильгельм
- Bartl. — Бартлинг, Фридрих Готтлиб
- Barton — Бартон, Бенджамин Смит
- Bartram — Бартрам, Джон (натуралист)
- Bas — Бас, Корнелис
- Basil. — Базилевская, Нина Александровна[27]
- Bassi — Басси, Фердинандо
- Baskerv. — Ellen Baskerville, fl. 1998
- Batalin — Баталин, Александр Фёдорович[28]
- Bateman — Бэйтман, Джеймс
- Batsch — Бач, Август
- Batt. — Баттандье, Жюль Эме
- Baumg. — Баумгартен, Иоганн Кристиан Готтлоб
- Baxter — Бакстер, Уильям
- Bayer — Байер, Иоганн Непомук

- Beadle — Бидл, Чонси Делос
- Beaman — John Homer Beaman, 1929—
- Bean — Бин, Уильям Джексон
- Beattie — Битти, Ролла Кент
- Beauverd — Бовер, Гюстав
- Beauvis. — Бовизаж, Жорж Эжен Шарль
- Becc. — Беккари, Одоардо
- Bechst. — Бехштейн, Иоганн Маттеус
- Beck — Бек, Гюнтер
- Bedd. — Беддоум, Ричард Генри
- Beer — Бер, Иоганн Георг
- Bég. — Бегено, Аугусто[29]
- Behnke — Heinz-Dietmar Behnke, fl. 1997
- Behr — Бер, Ганс Герман
- Beij. — Бейеринк, Мартин
- Beilschm. — Байльшмид, Карл Трауготт
- Beissn. — Байсснер, Людвиг[30]
- Bek. — Бекетов, Андрей Николаевич (ботаник)
- Bél. — Беланже, Шарль Полюс[31]
- Bellardi — Белларди, Карло Антонио Лудовико[32]
- Bello — Бельо-и-Эспиноса, Доминго
- Benn. — Беннетт, Джон Джозеф
- Benoist — Бенуа, Раймон
- Benth. — Бентам, Джордж
- Bentley — Бентли, Роберт
- Bercht. — Берхтольд, Бедржих Вшемир фон
- Berg — Ernst von Berg, 1782—1855[33]
- Berger — Ernst Friedrich Berger, 1814—1853
- Bergey — David Hendricks Bergey, 1860—1937
- Bergius — Bengt (Benedictus) Bergius, 1723—1784
- Bergmans — Johannes (John) Baptista Bergmans, 1892—1980
- Berk. — Беркли, Майлз Джозеф
- Berkhout — Christine Marie Berkhout, 1893—1932
- Berl. — Берлезе, Августо Наполеоне
- Berland. — Берландье, Жан-Луи
- Bernardi — Бернарди, Алессандро Лучано
- Bernh. — Бернхарди, Иоганн Якоб
- Bertault — R. Bertault, fl. 1955
- Bertero — Бертеро, Карло Луиджи Джузеппе
- Berthel. — Бертло, Сабен[34]
- Bertol. — Бертолони, Антонио
- Besser — Бессер, Вилибальд Готлибович[35]
- Bhandary — H. R. Bhandary, fl. 1982

- Bien. — wikispecies:Theophil Bienert, —1873
- Bigazzi — Бигацци, Массимо
- Bigelow — Бигелоу, Джейкоб
- Billb. — Бильберг, Густаф Юхан
- Binn. — Биннендейк, Симон
- Bisch. — Бишофф, Готтлиб Вильгельм
- Bitter — Биттер, Георг
- Bittrich — Volker Bittrich, 1954—
- Biv. — Бивона-Бернарди, Антонино
- Bjurzon — Бьюрзон, Юнас
- Blagov. — Благовещенский, Андрей Васильевич
- Blake — Блейк, Джозеф[36]
- Blakeslee — Блексли, Алберт Фрэнсис
- Blanca — Бланка, Габриэль
- Blanche — Emmanuel-Louis Blanche[исп.], 1824—1908
- Blanchon — Daniel J. Blanchon, fl. 2002
- Blanco — Бланко, Франсиско Мануэль
- Blanf. — Бланфорд, Генри Фрэнсис
- Blatt. — en:Ethelbert Blatter, 1877—1934
- Blaxell — Блэкселл, Дональд Фредерик
- Blume — Блюме, Карл Людвиг
- Bluff — Блуфф, Матиас Йозеф
- Blytt — Блютт, Маттиас Нумсен

- Bobrov — Бобров, Евгений Григорьевич[37]
- Bocquet — Боке, Жильбер Франсуа
- Boeckeler — Бёккелер, Отто
- Boed. — Бёдекер, Фридрих
- Boedijn — Будейн, Карел Бернард
- Boehm. — Бёмер, Георг Рудольф
- Boelcke — Бёльке, Освальдо
- Boerh. — Бургаве, Герман[10]
- Bohnst. — Бонштедт, Александр Рейнхольд
- Bois — Буа, Дезире
- Boisd. — Буадюваль, Жан Батист Альфонс де
- Boiss. — Буассье, Пьер Эдмон
- Bojer — Боер, Венцеслас
- Bolle — Болле, Карл Август
- Bolus — Болус, Гарри[38]
- Bon — Бон, Марсель
- Bong. — Бонгард, Густав Петрович
- Bonnier — Боннье, Гастон
- Bonord. — Бонорден, Герман Фридрих
- Bonpl. — Бонплан, Эме
- Boom — Boudewijn Karel Boom, 1903—1980
- Booth — William Beattie Booth[исп.], 1804—1874
- Boott — Бутт, Фрэнсис
- Bor — Бор, Норман Лофтус
- Borbás — Борбаш, Винце[39]
- Bordz. — Бордзиловский, Евгений Иванович
- Boreau — Боро, Александр
- Borg — John Borg, 1873—1945
- Borhidi — Борхиди, Аттила
- Boriss. — Борисова, Антонина Георгиевна
- Borkh. — Боркхаузен, Мориц Балтазар
- Börner — Бёрнер, Карл[40]
- Bornm. — Борнмюллер, Йозеф
- Boros — Борош, Адам
- Bory — Бори де Сен-Венсан, Жан-Батист
- Borzí — Борци, Антонино
- Bosc — Боск, Луи
- Bosse — Bosse, Julius Friedrich Wilhelm
- Bosser — Боссе, Жан
- Botsch. — Бочанцев, Виктор Петрович
- Botschantz. — Бочанцева, Зинаида Петровна[41]
- Bouché — Буше, Петер Карл
- Boud. — Будье, Эмиль
- Bowden — Wray Merrill Bowden, 1914—
- Bowles — Боулз, Эдвард Огастес

- Brack. — William Dunlop Brackenridge, 1810—1893
- Braem — Guido Jozef Braem, 1944—
- Braggins — John E. Braggins, 1944—
- Brand — Бранд, Август
- Brandegee — Брэнджи, Таунсенд Стит
- Brandis — Брандис, Дитрих
- Brandt — Брандт, Фёдор Фёдорович
- Braun-Blanq. — Браун-Бланке, Жозиас[42]
- Bravo — Браво-Ольис, Элия
- Breda — Бреда, Якоб ван
- Brederoo — A. J. Brederoo
- Breistr. — Maurice A. F. Breistroffer, 1910—1986
- Brem. — Бремер, Оттон Васильевич[источник не указан 5067 дней]
- Bremek. — Бремекамп, Корнелис Элиза Бертус
- Bremer — Бремер, Оттон Васильевич
- Brenan — Бренан, Джон Патрик Миклтуэйт
- Brenner — Бреннер, Мартин Магнус Вильгельм
- Bresinsky — Брезински, Андреас
- Breteler — Franciscus Jozef Breteler, 1932—
- Brettell — R. D. Brettell
- Bridges — Thomas Charles Bridges, 1807—1865
- Bridson — Бридсон, Диана Мэри
- Briq. — Брике, Джон Исаак
- Britten — Бриттен, Джеймс
- Britton — Бриттон, Натаниэль Лорд[43]
- Brochmann — Christian Brochmann, 1953—
- Brockm.-Jer. — Henryk (Heinrich) Brockmann-Jerosch, 1879—1939
- Brockman — Christian Frank Brockman, 1902—
- Bromhead — Бромхед, Эдуард
- Bronner — J.P. Bronner, fl. 1857
- Brongn. — Броньяр, Адольф Теодор
- Brooker — Брукер, Иэн
- Broome — Брум, Кристофер Эдмунд
- Brot. — Авелар Бротеру, Фелиш де
- Broth. — Бротерус, Виктор Фердинанд
- Brouss. — Бруссоне, Пьер Мари Огюст
- Browicz — Брович, Казимеж
- Brownlie — Garth Brownlie, 1923—1986
- Bruce — Брюс, Джеймс
- Brücher — Брюхер, Хайнц
- Brug. — Брюгиер, Жан-Гильом
- Brügger — Брюггер, Кристиан Георг
- Brugmans — Брюгманс, Себальд Юстинус
- Brunet — Брюне, Луи-Овид
- Brunfels — Брунфельс, Отто[10]

- Bubani — Бубани, Пьетро
- Buch.-Ham. — Бьюкенен-Гамильтон, Фрэнсис
- Buchanan — Бьюканан, Джон
- Buchenau — Бухенау, Франц
- Buchet — Samuel Buchet, 1875—1956
- Buc'hoz — Бюхоз, Пьер Жозеф
- Buffon — Бюффон, Жорж-Луи Леклерк де
- Buhse — Бузе, Фридрих Александр
- Bukasov — Букасов, Сергей Михайлович
- Buckley — Бакли, Сэмюэль Ботсфорд
- Buining — Бёйнинг, Альберт Фредерик Хендрик
- Bull. — Бюльяр, Пьер
- Bullock — Буллок, Артур Оллмен
- Bunge — Бунге, Александр Андреевич[44]
- Burch. — Бёрчелл, Уильям Джон
- Burck — Бёрк, Уильям (ботаник)
- Burdet — Бюрде, Эрве Морис
- Bureau — Бюро, Луи Эдуар[45]
- Burkart — Буркарт, Артуро Эрардо
- Burkhalter — James R. Burkhalter
- Burkill — Беркилл, Айзек Генри[46]
- Burm. — Бурман, Йоханнес
- Burm.f. — Бурман, Николас
- Burnett — Барнетт, Гилберт Томас
- Burret — Буррет, Макс
- Burrill — Баррилл, Томас Джонатан
- Burtt Davy — Бертт Дэйви, Джозеф
- Buscal. — Бускальони, Луиджи
- Busch — Anton Busch, 1823—1895
- Buser — Бузер, Роберт[47]
- Bush — Буш, Бенджамин Франклин
- Businský — Бусинский, Роман[48]
- Butters — Frederick King Butters, 1878—1945
- Büttner — Бюттнер, Рихард
- Buxb. — Буксбаум, Франц
- Bye — R. A. Bye, fl. 1976
- Byzova — Бызова, Зоя Михайловна

## C
- C.A.Armstr. — C.A. Armstrong, fl. 1934
- C.A.Gardner — Гарднер, Чарльз Остин
- C.A.Mey. — Мейер, Карл Антонович
- C.Abel — Абель, Кларк
- C.Agardh — Агард, Карл Адольф[49]
- C.B.Clarke — Кларк, Чарльз Бэрон[50]
- C.Bab. — Бабингтон, Черчилль, 1821—1889
- C.Bauhin — Баугин, Каспар[10]
- C.Bayer — Clemens Bayer, 1961—
- C.Bicknell — Clarence Bicknell, 1842—1918[51]
- C.C.Chang — Chao Chien Chang, 1900—
- C.C.Cowan — Clark C. Cowan, fl.1993
- C.C.Gmel. — Гмелин, Карл Кристиан
- C.Chr. — Кристенсен, Карл Фредерик Альберт
- C.D.Adams — Адамс, Чарльз Деннис
- C.D.Bouché — Боухэ, Карл Давид
- C.DC. — Декандоль, Анн Казимир Пирам
- C.D.Darl. — Дарлингтон, Сирил Дин
- C.Díaz — Consuelo Díaz de la Guardia Guerrero, 1952—[52]
- C.E.Blanco — Cenobio E. Blanco
- C.E.C.Fisch. — Cecil Ernest Claude Fischer, 1874—1950
- C.E.Cramer — Крамер, Карл Эдуард
- C.E.Hubb. — Хаббард, Чарльз Эдвард
- C.E.Lundstr. — Carl Erik Lundström, 1882—
- C.Ehrenb. — Эренберг, Карл Август
- C.F.Gaertn. — Гертнер, Карл Фридрих фон[53]
- C.F.Liang — Chou Fen(g) Liang, 1921—
- C.F.Ludw. — Людвиг, Кристиан Фридрих
- C.F.Reed — Clyde Franklin Reed, 1918—1999
- C.F.Schmidt — Шмидт, Карл Фридрих
- C.F.Wolff — Вольф, Каспар Фридрих
- C.Fraser — en:Charles Fraser (botanist), 1788—1831
- C.G.Chen — Chun Gen Chen, fl. 1981
- C.H.Chow — Chung Hwang Chow, fl. 1935
- C.H.Perss. — Claes Håkan Persson, 1960—
- C.H.Wright — Райт, Чарльз Генри
- C.J.Chen — Chia Jui (Jia Rui) Chen, 1935—
- C.J.Saldanha — Cecil John Saldanha, 1926—2002
- C.Jeffrey — Charles Jeffrey, 1934—
- C.Juss. — Жюссьё, Кристоф де
- C.K.Schneid. — Шнайдер, Камилло Карл
- C.Koch — Кох, Карл Генрих Эмиль[54]
- C.L.Boynton — Charles Lawrence Boynton, 1864—
- C.L.Hitchc. — Хичкок, Чарльз Лео
- C.Lawson — Лоусон, Чарлз
- C.Marquand — Cecil Victor Boley Marquand, 1897—1943
- C.Mohr — Charles Theodore (Karl Theodor) Mohr, 1824—1901
- C.Moore — Мур, Чарльз (ботаник)
- C.Morren — Морран, Шарль Франсуа Антуан
- C.Müll. — Мюллер, Карл (естествоиспытатель)[55]
- C.N.Page — Пейдж, Кристофер Найджел
- C.P.Cowan — C. P. Cowan, fl. 1986
- C.Presl — Пресл, Карел Борживой
- C.R.Ball — Carleton Roy Ball[англ.], 1873—1958
- C.Rivière — Ривьер, Шарль Мари
- C.S.Kumar — Кумар, Сатиш (ботаник)
- C.Schweinf. — Швейнфурт, Чарльз
- C.Shih — Chu Shih (Zhu Shi), 1934—
- C.Siebold — Зибольд, Карл фон
- C.Sm. — Смит, Кристен
- C.T.White — Уайт, Сирил Тенисон
- C.Thiébaut — Тьебо, Шарль
- C.Tul. — Тюлан, Шарль
- C.V.Morton — Мортон, Конрад Вернон[56]
- C.Vicioso — Висиосо Мартинес, Карлос
- C.W.Chang — Chen Wan Chang (Zhen Wan Zhang), 1924—
- C.W.Dufft — Carl Waldemar Dufft, 1825—1900
- C.Winkl. — Винклер, Константин Юльевич
- C.Wright — Райт, Чарльз (ботаник)
- C.X.Li — Cheng Xiang Li
- C.Y.Wu — У Чжэнъи
- C.Y.Yang — Chun Yu Yang, 1948—
- C.Yen — Chi Yen, fl. 1983

- Cabrera — Кабрера, Анхель Лулио
- Calderón — Кальдерон, Грасьела
- Caldesi — Кальдези, Лодовико
- Calest. — Калестани, Витторио
- Caley — Кейли, Джордж (ботаник)
- Camarrone — Камарроне, Витторио
- Cambess. — Камбессед, Жак
- Campacci — Кампаччи, Маркос Антонио
- Campb. — Кэмпбелл, Дуглас
- Cantor — Кантор, Теодор Эдвард
- Capuron — Капюрон, Рене
- Cardot — Кардо, Жюль
- Carrière — Каррьер, Эли-Абель[57]
- Caruel — Карюэль, Теодор
- Carver — Карвер, Джордж Вашингтон (англ. George Washington Carver, 1864—1943)
- Casp. — Каспари, Роберт
- Cass. — Кассини, Александр Анри Габриель де
- Castaño — Кастаньо Рамирес, Гильермо
- Cav. — Каванильес, Антонио Хосе
- Cavara — Кавара, Фридьяно
- Cavestro — William Cavestro, fl. 1999
- Celak. — Челаковский, Ладислав Йозеф[58]
- Celsius — Цельсий, Улоф
- Cerv. — Сервантес, Висенте
- Ces. — Чезати, Винченцо де
- Cesalpino — Чезальпино, Андреа[10]

- Chabert — Alfred Charles Chabert, 1836—1916
- Chadef. — Шадфо, Мариус
- Chaix — Ше, Доминик
- Chalk — Чок, Лоренс
- Cham. — Шамиссо, Адельберт фон
- Chapm. — Чапмен, Алван Уэнтуорт
- Chase — Чейс, Мэри
- Chatin — Шатен, Гаспар Адольф
- Chatterjee — Чаттерджи, Дебабарта
- Chaub. — Шобар, Луи Атаназ
- Chaytor — D.A. Chaytor, fl. 1937
- Cheel — Чил, Эдвин
- Cheeseman — Чизмен, Томас Фредерик
- Cheesman — Ernest Entwistle Cheesman, 1898—
- Chennav. — M.S. Chennaveeraiah, 1924—
- Chevall. — Шевалье, Франсуа Фюльжи
- Ching — Цинь Жэньчан
- Chiov. — Кьовенда, Эмилио
- Chiron — Guy R. Chiron, fl. 1998
- Chitr. — Хитрово, Владимир Николаевич
- Chithra — V. Chithra, 1947—
- Choisy — Шуази, Жак Дени
- Cholodnyj — Холодный, Николай Григорьевич
- Christ — Крист, Герман
- Christenson — Кристенсон, Эрик
- Christm. — Кристманн, Готтлиб Фридрих
- Christoph. — Кристоферсен, Эрлинг
- Chrtek — Хртек, Йиндржих
- Chun — Чун, Вун Янг[59]

- Cienk. — Ценковский, Лев Семёнович
- Cinovskis — Циновскис, Раймонд Екабович
- Cirillo — Чирилло, Доменико[60]
- Clarion — Кларион, Жак
- Clarke — Кларк, Бенджамин (ботаник)[61]
- Claus — Клаус, Карл Карлович
- Claverie — Pascal Claverie
- Clayton — William Derek Clayton[исп.], 1926—
- Cleland — Клиленд, Джон Бертон
- Clem. — Клементс, Фредерик
- Clémençon — Клеменсон, Хайнц
- Clerc — Клер, Онисим Егорович
- Clifford — Harold Trevor Clifford[англ.], 1927—2019
- Clokey — Клоки, Айра Уодделл
- Clus. — Клузиус, Карл)[10]

- Cockayne — Кокейн, Леонард
- Cockerell — Коккерелл, Теодор
- Coem. — Кэман, Анри Эжен Люсьен Гаэтан
- Cogn. — Коньо, Селестен Альфред
- Cohn — Кон, Фердинанд Юлиус
- Coker — Кокер, Уильям Чемберс
- Colden — Колден, Джейн
- Colebr. — Колбрук, Генри Томас
- Colenso — Коленсо, Уильям
- Coll — J. Coll
- Colla — Колла, Луиджи Алоизий
- Collett — Коллетт, Генри[62]
- Collinson — Коллинсон, Питер
- Coltm.-Rog. — Charles Coltman-Rogers, 1854—1929
- Comes — Комес, Орацио
- Comm. — Коммерсон, Филибер
- Compton — Комптон, Роберт Гарольд
- Conran — John Godfrey Conran, 1960—
- Conrath — Paul Conrath, 1861—1931
- Constance — Констанс, Линкольн
- Cooke — Кук, Мордехай
- Copel. — Коупленд, Эдвин Бингхэм
- Coquerel — Кокерель, Шарль
- Corda — Корда, Август Карл Джозеф
- Cordem. — Кордемуа, Эжен Жакоб де
- Corley — Hugh Vanner Corley, 1914—
- Corner — Корнер, Эдред Джон Генри
- Cornu — Корню, Максим
- Corrêa — Коррея да Серра, Жозе Франсишку
- Correns — Корренс, Карл
- Cortesi — Кортези, Фабрицио
- Coss. — Коссон, Эрнест Сен-Шарль
- Costantin — Костантен, Жюльен Ноэль
- Cotta — Котта, Карл Бернард фон
- Coult. — Культер, Томас
- Courtois — Куртуа, Ришар[63]
- Covas — Ковас, Гильермо
- Coville — Ковилл, Фредерик Вернон[64]
- Cowan — John Macqueen Cowan, 1891—1960
- Cox — Кокс, Юан Хиллхаус Метвен

- Craib — Крэйб, Уильям Грант
- Cranfill — Raimond Cranfill, fl. 1981
- Crantz — Кранц, Генрих Иоганн Непомук фон
- Crép. — Крепэн, Франсуа
- Cretz. — Paul Cretzoiu, 1909—1946
- Crisci — es:Jorge Víctor Crisci, 1945—
- Crisp — Крисп, Майкл Дуглас
- Critchf. — Критчфилд, Уильям Берк
- Croat — Кроатт, Томас
- Croizat — Круаза, Леон
- Cronquist — Кронквист, Артур[65]
- Crueg. — Крюгер, Герман
- Csató — Чато, Янош
- Cuatrec. — Куатреказас, Жозеп
- Cubitt — Кабитт, Джордж Итон Стэннард
- Cuello — Nidia Cuello, fl. 1991
- Cufod. — de:Georg Cufodontis, 1896-1974
- Curtis — Кёртис, Уильям[66]
- Custer — fr:Jakob Laurenz Custer, 1755—1828[67]
- Cutak — es:Ladislaus Cutak, 1908—1973
- Czern. — Черняев, Василий Матвеевич
- Czerniak. — Черняковская, Екатерина Георгиевна
- Czukav. — Чукавина, Анна Прокофьевна

## D
- D'Arcy — William Gerald D’Arcy, 1931—1999
- d'Urv. — Дюмон-Дюрвиль, Жюль
- D.A.Cooke — David Alan Cooke, 1949—
- D.A.Neill — David A. Neill, 1953—
- D.A.Reid — Рид, Дерек
- D.A.Webb — Уэбб, Дэвид Аллардайс
- D.C.Eaton — Итон, Дэниел Кэди
- D.D.Keck — Кек, Дэвид Дэниелс
- D.Dietr. — Дитрих, Давид
- D.Don — Дон, Дэвид
- D.F.Cutler — David Frederick Cutler[англ.], 1939—
- D.Fairchild — Фэйрчайлд, Дэвид
- D.G.Long — David Geoffrey Long, 1948—
- D.I.Morris — Dennis Ivor Morris, 1924—2005
- D.J.Crawford — Daniel J. Crawford, 1942—
- D.K.Bailey — Dana K. Bailey, 1916—
- D.L.Jones — Джонс, Дэвид Ллойд
- D.L.Schulz — Dorothea Louise Schulz, 1931—1993
- D.Legrand — Carlos Maria Diego Enrique Legrand, 1901—1986
- D.Löve — Лёве, Дорис Бента Мария[68]
- D.M.Moore — Мур, Дэвид Морсби
- D.Morris — Daniel Morris, 1844—1933
- D.R.Hunt — Хант, Дэвид Ричард
- D.R.Morgan — David R. Morgan, fl. 1990
- D.Schulz — Dieter Schulz
- D.T.Cole — Коул, Десмонд Торн
- D.W.Cutler — Donald Ward Cutler, 1890—1940/41
- D.Y.Hong — кит. 洪德元, wikispecies:De Yuan Hong, 1936—
- DC. — Декандоль, Огюстен Пирам

- Dahl — Даль, Андерс
- Dahlst. — Дальстедт, Густав Адольф Гюго
- Dalla Torre — Далла Торре, Карл Вильгельм фон
- Dalzell — Далзелл, Никол Александр
- Dalziel — Диел, Джон Макьюэн
- Damboldt — Дамбольдт, Юрген
- Dandy — Денди, Джеймс Эдгар
- Danin — Avinoam Danin, 1939—[69]
- Dans. — Pierre Mackay Dansereau, 1911—
- Darwin — Дарвин, Чарлз Роберт
- Dav.T.Jenkins — David T. Jenkins, fl. 1979
- David — Давид, Арман
- Davidse — nl:Gerrit Davidse, 1942—
- Davies — Hugh Davies, 1739–1821
- Dawe — Morley Thomas Dawe, 1880—1943

- de Bary — Бари, Антон де
- de Boer — Hendrik Wijbrand de Boer, 1885—1970
- de Lange — Peter James de Lange, 1966—
- De Not. — Нотарис, Джузеппе де
- De Puydt — Де Пюид, Поль Эмиль, 1810—1891
- De Vis — Де Вис, Чарлз Уолтер
- de Vries — Де Фриз, Хуго
- de Vriese — Де Фриз, Виллем Хенрик
- de Wet — Johannes Martenis Jacob de Wet, 1927—
- De Wild. — Вильдеман, Эмиль Огюст Жозеф де
- de Wit — Де Вит, Хендрик Корнелис Дирк
- Deb — Debendra Bijoy Deb, 1924—
- Debeaux — Дебо, Жан Одон[70]
- Decne. — Декен, Жозеф
- Degen — Деген, Арпад фон
- Degl. — Jean Vincent Yves Degland, 1773—1841
- Dekapr. — Декапрелевич, Леонард Леонардович
- Del. — Делиль, Алир Раффено
- Delarbre — Деларбр, Антуан[71]
- Delavay — Делаве, Пьер Жан Мари
- Delchev. — Gustave Delchevalerie, fl. 1867
- Deless. — Делессер, Жюль Поль Бенжамен
- Delile — Делиль, Алир Раффено
- Delpino — Дельпино, Федерико
- Desf. — Дефонтен, Рене
- Des Moul. — Демулен, Шарль
- Desr. — Деруссо, Луи Огюст Жозеф
- Desv. — Дево, Никез Огюстен
- Dewey — Дьюи, Честер

- Dicks. — Диксон, Джеймс (ботаник)
- Didr. — Дидрихсен, Дидрик Фердинанд
- Diels — Дильс, Людвиг
- Dill. — Диллениус, Йохан Якоб[10]
- Dillon — Lawrence S. Dillon, 1910—
- Dingwall — Ingrid Dingwall, 1945—
- Dinter — Динтер, Курт
- Dippel — Диппель, Леопольд
- Dinsm. — wikispecies:John Edward Dinsmore, 1862—1951
- Dittrich — wikispecies:Manfred Dittrich, 1934—

- Dode — Дод, Луи-Альбер
- Dodoens — Додонс, Ремберт[10]
- Dodson — en:Calaway H. Dodson, 1928—
- Doi — Tôhei Doi, 1882—1946
- Dölz — Bruno Dölz, 1906—1945
- Dombrain — wikispecies:Henry Honywood Dombrain, 1818—1905[72]
- Dombey — Домбе, Жозеф
- Domin — Домин, Карел
- Donald — wikispecies:John Donald, 1923—1996
- Donk — Донк, Маринус Антон
- Donn — Донн, Джеймс
- Dop — Доп, Поль
- Dorn — Дорн, Роберт
- Dorof. — Дорофеев, Владимир Филимонович
- Dorr — Дорр, Лоренс Джозеф
- Dostal — Досталь, Йосеф (ботаник)
- Doweld — Доуэльд, Александр Борисович
- Downie — Дауни, Дороти
- Douglas — Дуглас, Дэвид[73]
- Döll — Дёлль, Йоханн Кристоф
- Dörfl. — Дёрфлер, Игнац
- Drake — Дрейк дель Кастильо, Эмманюэль
- Dressler — Дресслер, Роберт Льюис
- Drobow — Дробов, Василий Петрович
- Druce — Дрюс, Джордж Клэридж
- Drude — Друде, Оскар
- Drumm. — Друммонд, Томас (ботаник)[74]
- Dryand. — Дрюэндер, Йонас Карлссон

- Du Roi — Дю Руа, Иоганн Филипп
- Du Tour — Du Tour de Salvert, fl. 1803—1815
- Dubard — Дюбар, Марсель Мари Морис
- Duby — Дюби, Жан Этьен
- Duch. — Дюшартр, Пьер Этьен Симон
- Duchesne — Дюшен, Антуан Николя
- Ducke — Дукке, Адольфо
- Duhamel — Дюамель дю Монсо, Анри Луи
- Dulac — Дюлак, Жозеф
- Dumée — Дюме, Поль
- Dumort. — Дюмортье, Бартелеми Шарль Жозеф[75]
- Dunal — Дюналь, Мишель Феликс[76]
- Dunlop — Clyde Robert Dunlop, 1946—
- Dunn — Данн, Стивен Тройт
- duQuesnay — M. C. duQuesnay, fl. 1971
- Durand — Дюран, Эли Маглуар
- Durande — Дюранд, Жан Франсуа
- Durazz. — Дураццини, Антонио
- Durieu — Дюрье де Мезоннёв, Мишель Шарль
- Duthie — Дути, Джон Фирмингер
- Duval — Дюваль, Анри Огюст
- Dwig. — Двигубский, Иван Алексеевич
- Dwyer — Дуайер, Джон Дункан
- Dyer — Тизелтон-Дайер, Уильям Тёрнер
- Dykes — William Rickatson Dykes[англ.], 1877—1925

## E
- E.-J.Gilbert — Жильбер, Эдуард-Жан
- E.A.Bruce — Брюс, Эйлин Аделаида
- E.A.Busch — Буш, Елизавета Александровна[77]
- E.Aguirre — Агирре Леон, Эрнесто
- E.B.Alexeev — Алексеев, Евгений Борисович
- E.C.Hall — Edwin Cuthbert Hall, 1874—1953
- E.Cordus — Эвриций Кордус[10]
- E.D.Clarke — Кларк, Эдвард Даниэль
- E.Dahl — Даль, Эйлиф
- E.Desv. — Дево, Этьен-Эмиль
- E.F.Anderson — Андерсон, Эдвард Фредерик
- E.Forbes — Форбс, Эдвард
- E.Forst. — Edward Forster, 1765—1849
- E.Fourn. — Фурнье, Эжен Пьер Николя
- E.G.H.Oliv. — Оливер, Эдвард Джордж Хадсон
- E.G.Philippov — Филиппов Е. Г.
- E.H.Wilson — Вильсон, Эрнест Генри[78]
- É.Huet — Юэ Дюпавийон, Эдуард
- E.James — Джеймс, Эдвин[79]
- E.L.Wolf — Вольф, Эгберт Людвигович
- E.M.Friis — Фрийс, Эльзе
- E.M.Benn. — Eleanor Marion Bennett, 1942—
- E.Martens — Мартенс, Карл Эдуард фон
- E.Mey. — Майер, Эрнст Генрих Фридрих
- E.Morren — Морран, Шарль Жак Эдуард[80]
- E.O.Campb. — Кэмпбелл, Элла Орр
- E.P.Perrier — Перье-де-ла-Бати, Эжен Пьер[81]
- E.Peter — Elfriede Peter, 1905—
- E.Phillips — Филлипс, Эдвин Перси
- E.Pritz. — Притцель, Эрнст Георг
- E.S.Kuprian. — Куприянова, Е. С., fl. 1981
- E.Salisb. — Солсбери, Эдуард Джеймс
- E.Small — Ernest Small, 1940—
- E.Stearns — Stearns, Elmer, fl. 1912
- E.Vilm. — Elisa de Vilmorin, 1826—1868
- E.W.Berry — Берри, Эдвард Уилбер
- E.Wimm. — Виммер, Франц Эльфрид
- E.Wulff — Вульф, Евгений Владимирович
- Earle — Эрл, Франклин Самнер
- Eastw. — Иствуд, Элис
- Eaton — Итон, Эймос
- Eckenw. — Экенвальдер, Джеймс Эмори
- Eckl. — Эклон, Христиан Фридрих[82]
- Edgew. — Эджуорт, Майкл Пакенем
- Edwards — Эдвардс, Сиденем[83]
- Eggl. — Эгглстон, Уиллард Вебстер[84]
- Egor. — Егорова, Татьяна Владимировна[85]
- Eguiluz — Эгилус, Теобальдо
- Ehrh. — Эрхарт, Якоб Фридрих
- Ehrenb. — Эренберг, Христиан Готфрид
- Ehrend. — Эрендорфер, Фридрих
- Ehret — Эрет, Георг
- Eichler — Эйхлер, Август Вильгельм
- Eig — Эйг, Александр
- Ekman — Экман, Эрик Леонард
- Elenevsky — Еленевский, Андрей Георгиевич
- Elenkin — Еленкин, Александр Александрович
- Elfving — Эльвинг, Фредрик
- Elisens — Wayne J. Elisens, 1948—
- Elladi — E.V. Elladi, 1889—
- Elliott — Эллиотт, Стивен[86]
- Elmer — Элмер, Адольф Дэниел Эдвард
- Elwes — Элвис, Генри Джон
- Emory — Эмори, Уильям Хемсли
- Endl. — Эндлихер, Штефан Ладислаус
- Engelm. — Энгельманн, Джордж
- Engl. — Энглер, Адольф Генрих Густав
- Enquist — Marshall F. Enquist, fl. 1995
- Epling — Эплинг, Карл Клосон
- Ernst — Эрнст, Адольф
- Eschsch. — Эшшольц, Иоганн Фридрих фон
- Essenova — Эсенова Х. Е., 1936—
- Etl. — Этлингер, Андреас Эрнст
- Ettingsh. — Эттингсхаузен, Константин, 1826—1897
- Ewart — en:Alfred James Ewart, 1872—1937
- Exell — Экселл, Артур Уоллис

## F
- F.A.Barkley — Баркли, Фред Александр
- F.A.C.Weber — Вебер, Фредерик Альберт Константин
- F.Allam. — de:Frédéric-Louis Allamand, 1735—1803
- F.B.Forbes — Форбс, Фрэнсис Блэквелл
- F.C.How — Foon Chew How, 1908—1959
- F.C.Stern — Frederick Claude Stern, 1884—1967
- F.Dietr. — Дитрих, Фридрих Готтлиб[87]
- F.G.Davies — Frances G. Davies, 1944—
- F.G.Schroed. — Fred-Günter Schroeder, 1930—
- F.H.Brandt — Fred H. Brandt, 1908—
- F.H.Wigg. — Виггерс, Фридрих Генрих[88]
- F.K.Mey. — Фридрих Карл Мейер
- F.L.Bauer — Бауэр, Фердинанд
- F.L.Tai — Fung L. Tai, 1893—1973
- F.Lestib. — François Joseph Lestiboudois, —1815
- F.M.Bailey — Бейли, Фредерик Мэнсон
- F.M.Knuth — Кнут, Фредерик Маркус
- F.M.Leight. — Лейтон-Айзек, Фрэнсис Маргарет
- F.Maek. — Fumio Maekawa, 1908—1984
- F.Michx. — Мишо, Франсуа Андре[89]
- F.Muell. — Мюллер, Фердинанд
- F.N.Alex. — Алексеенко, Фёдор Никитич[90]
- F.Phil. — Филиппи, Федерико
- F.Ritter — Риттер, Фридрих
- F.Rudolphi — Рудольфи, Фридрих Карл Людвиг[91]
- F.Schmidt — Шмидт, Фёдор Богданович
- F.Schwerdtf. — Швердтфегер, Фриц
- F.T.Hubb. — Frederic Tracy Hubbard, 1875—1962
- F.T.Wang — Ван Фацзуань
- F.Voigt — Friedrich Siegmund Voigt, 1781—1850
- F.W.Schmidt — Шмидт, Франц Вилибальд
- F.Weber — Вебер, Фридрих (энтомолог)
- F.Wettst. — Веттштейн, Фриц фон
- F.Y.Liu — Fang Yuan Liu, fl. 1988

- Fabr. — Фабрициус, Филипп Конрад[10]
- Falc. — Фальконер, Хью
- Falkenb. — Фалькенберг, Пауль
- Falk — Фальк, Иоганн Петер
- Farjon — Фарйон, Алйос
- Farl. — Фарлоу, Уильям Джилсон
- Farrer — Reginald John Farrer, 1880—1920
- Farw. — Фаруэлл, Оливер Аткинс
- Fassett — Фэссет, Норман Картер
- Fayed — A.-A. Fayed, fl. 1979
- Fayod — Файо, Виктор

- Fed. — Фёдоров, Андрей Александрович
- Fedde — Федде, Фридрих Карл Георг
- Fedor. — Федорончук, Николай Михайлович
- Fée — Фе, Антуан Лоран Аполлинер
- Feer — Фер, Генрих
- Feinbrun — Фейнбрун, Наоми
- Fenzl — Фенцль, Эдуард
- Fernald — Фернальд, Мерритт Линдон[92]
- Fernando — wikispecies:Edwino S. Fernando, 1953—
- Ferre — Yvette de Ferré
- Ferreyra — Ramón Alejandro Ferreyra, 1912—2005
- Ferry — René Joseph Justin Ferry, 1845—1924
- Feuillée — Фелье, Луи

- Figueiredo — Estrela Figueiredo, fl. 1995
- Finet — Фине, Ахилл Эжен
- Fingerh. — Фингерхут, Карл Антон
- Fior.-Mazz. — Фьорини-Маццанти, Элизабетта
- Fisch. — Фишер, Фёдор Богданович фон
- Fisch.Waldh. — Фишер фон Вальдгейм, Александр Григорьевич
- Fitzg. — Фицджеральд, Роберт Дэвид

- Flaksb. — Фляксбергер, Константин Андреевич
- Fleming — Флеминг, Джон (учёный)[93]
- Flinders — Флиндерс, Мэтью
- Florin — Флорин, Карл Рудольф
- Flüggé — Флюгге, Иоганнес[94]

- Focke — Фоке, Вильгельм Ольберс
- Fomin — Фомин, Александр Васильевич (ботаник)
- Font Quer — Фонт-и-Кер, Пий
- Forbes — Форбс, Джон
- Forman — Lewis Leonard Forman, 1929—1998
- Fourr. — Фурро, Жюль Пьер
- Forrest — Форрест, Джордж (ботаник)
- Forssk. — Форссколь, Пер
- Foster — Фостер, Майкл
- Forsyth — Форсайт, Уильям (ботаник)
- Fortune — Фортьюн, Роберт
- Fosberg — Фосберг, Фрэнсис Раймонд
- Foucaud — Фуко, Жюльен
- Foug. — Фужеру де Бондаруа, Огюст Дени

- Fr. — Фрис, Элиас Магнус[95]
- Francey — Pierre Francey, fl. 1933
- Franch. — Франше, Адриан Рене
- Franco — Франку, Жуан Мануэл Антониу ду Амарал
- Franco-Mol. — Ana Esperanza Franco-Molano, fl. 1992
- Frank — Joseph C. Frank, 1782—1835
- Frapp. — Фраппье, Шарль
- Fraser-Jenk. — Фрейзер-Дженкинс, Кристофер Рой
- Frauenf. — Фрауэнфельд, Георг фон
- Freyn — Фрейн, Иосиф Франц
- Frém. — Фримонт, Джон
- Freire — Domingos Freire, fl. 1886
- Fresen. — Фрезениус, Иоганн Баптист Георг Вольфганг
- Frič — Фрич, Альберто Войтех[96]
- Friedr. — Emanuel Ritter von Friedrichsthal, 1809—1842
- Friedrich — Фридрих, Ганс Христиан
- Friis — Фриис, Иб
- Fritsch — Фрич, Карл (ботаник)
- Friv. — Фривальдский, Имре
- Frodin — Фродин, Дэвид Гэммен
- Fryxell — Фрикселл, Пол Арнольд

- Fukuy. — Фукуяма, Нориаки
- Fuller — George Damon Fuller, 1869—1961
- Funck — Функ, Генрих Кристиан
- Fürnr. — August Emanuel Fürnrohr, 1804—1861

## G
- G.Brückn. — Gerhard Brückner, 1902—
- G.C.Kenn. — George C. Kennedy, fl. 1976
- G.D.Rowley — Роули, Гордон Дуглас
- G.Don — Дон, Джордж
- G.E.Linds. — George Edmund Lindsay, 1916—
- G.E.Pollard — Поллард, Гленн
- G.F.Atk. — Аткинсон, Джордж Фрэнсис
- G.F.Wilson — George Fergusson Wilson, 1822—1902
- G.Forst. — Форстер, Георг
- G.Gaertn. — Гертнер, Готфрид[97]
- G.Gerlach — Günter Gerlach, fl. 1987
- G.H.Zhu — Чжу Гуанхуа
- G.J.Charles — Graham J. Charles, fl. 1998
- G.J.Lewis — Льюис, Гвендолайн Джойс[98]
- G.L.Church — George Lyle Church, 1903—
- G.L.Nesom — Несом, Гай Лейн[99]
- G.L.Webster — Уэбстер, Грэди Линдер
- G.Lawson — Лоусон, Джордж
- G.López — Ginés Alejandro López González, 1950—
- G.M.Muell. — George M. Mueller, 1953—
- G.M.Jansen — Gerrit M. Jansen, fl. 1982
- G.M.Barroso — Баррозу, Грасиела Масиел
- G.Mann — Gustav Mann, 1836—1916
- G.Mey. — Мейер, Георг Фридрих Вильгельм
- G.Moore — Мур, Джордж Томас
- G.N.Jones — George Neville Jones, 1903—1970
- G.Nicholson — Николсон, Джордж[100]
- G.P.Lewis — Льюис, Гвилим Питер
- G.S.Bunting — Бантинг, Джордж Сидни
- G.S.Mill. — Миллер, Джеррит Смит
- G.Sauer — G. Sauer,, fl. 1980
- G.Shaw — Шоу, Джордж
- G.Stev. — Стивенсон, Грета
- G.V.Pope — Gerald Vernon Pope, 1941—

- Gabrieljan — Elenora Tzolakovna Gabrieljan, 1929—
- Gaertn. — Гертнер, Йозеф[101]
- Gage — Гейдж, Эндрю Томас
- Gagnebin — Ганьебен, Абрахам
- Gagnep. — Ганепен, Франсуа
- Galeotti — Галеотти, Анри-Гийом
- Galushko — Галушко, Анатолий Иванович
- Gamajun. — Гамаюнова, Александра Павловна
- Gamble — Гэмбл, Джеймс Сайкс
- Gams — Гамс, Хельмут
- Gand. — Гандоже, Мишель
- Gandilyan — Гандилян, Папин Арташесович
- Garay — Гэрей, Лесли Эндрю
- Garcia Mur. — Pablo García-Murillo, 1962—
- Garcke — Гарке, Кристиан Август Фридрих
- Garden — Гарден, Александр
- Gardner — Гарднер, Джордж[102]
- Germ. — Жермен де Сен-Пьер, Жак Николя Эрнест
- Garrido — Norberto Garrido, 1952—
- Garsault — Гарсо, Франсуа Александр Пьер де[103]
- Gassner — Гаснер, Иоганн Густав
- Gatterer — Гаттерер, Христофор Вильгельм Яков
- Gauba — Erwin Gauba, 1891—1964
- Gaudich. — Годишо-Бопре, Шарль[104]
- Gaudin — Годен, Жан Франсуа Эме Готтлиб Филипп
- Gay — Гей, Клод[105]

- Geerinck — Daniel Geerinck, 1945—
- Geners. — Генерзих, Самуэль
- Genev. — Женевье, Леон Гастон
- Gentil — Ambroise Gentil, 1842—1929
- Gentry — Джентри, Говард Скотт
- Georgi — Георги, Иоганн Готлиб
- Gerbaulet — Maike Gerbaulet,, fl. 1992
- Gesner — Геснер, Конрад[10]
- Ghini — Гини, Лука[10]
- Gibbs — Гиббс, Лилиан Сюзет[106]
- Gibby — Mary Gibby, 1949—
- Gilg — Гилг, Эрнст Фридрих
- Gilib. — Жилибер, Жан Эммануэль
- Gillet — Жилле, Клод-Казимир[107]
- Gillies — Гиллис, Джон
- Ging. — Ging. Frédéric Charles Jean Gingins de la Sarraz, 1790—1863
- Giroux — Mathilde Giroux, fl. 1933
- Giseke — Гизеке, Пауль Дитрих
- Glaz. — Глазью, Огюст Франсуа Мари
- Gleason — Глисон, Генри Аллан (старший)
- Gled. — Гледич, Иоганн Готтлиб
- Glehn — Глен, Пётр Петрович
- Glend. — Robert Glendinning, 1805—1862
- Gloxin — Глоксин, Беньямин Петер

- Gobi — Гоби, Христофор Яковлевич
- God.-Leb. — Alexandre Godefroy-Lebeuf, 1852—1903
- Godr. — Годрон, Доминик Александр
- Godw. — M.I. Godwinski, 1915—
- Goebel — Гёбель, Траугот Фридеман
- Goldb. — Гольдбах, Лев Фёдорович
- Goldblatt — Голдблатт, Петер
- Goldie — Голди, Джон
- Golenkin — Голенкин, Михаил Ильич
- Golitsin — Голицын, Сергей Владимирович
- Golosk. — Голоскоков, Виталий Петрович
- Gomes — Гомеш, Бернардину Антониу
- Gómez-Laur. — Jorge Gómez-Laurito, fl. 1989
- Gontsch. — Гончаров, Николай Фёдорович
- Gooden. — Гуденаф, Сэмюэл
- Goodyer — Гудайер, Джон[10]
- Gordon — Гордон, Джордж (ботаник)[108]
- Gorozh. — Горожанкин, Иван Николаевич
- Goethe — Гёте, Иоганн Вольфганг фон
- Govaerts — Говерц, Рафаэль Герман Анн
- Gouan — Гуан, Антуан
- Gourlay — Henry William Gourlay, 1881—1956

- Grab. — Грабовский, Генрих Эмануэль
- Graebn. — Гребнер, Петер
- Graham — Грэм, Роберт[109]
- Grande — Гранде, Лорето
- Grandid. — Грандидье, Альфред
- Grashoff — J. L. Grashoff
- Grau — Грау, Юрке
- Gray — Грей, Сэмюэл Фредерик
- Grecescu — Греческу, Дмитрий
- Greene — Грин, Эдвард Ли
- Greenm. — Гринман, Джесси Мо[110]
- Gren. — Гренье, Жан Шарль Мари
- Greuter — Гройтер, Вернер Родольфо
- Grev. — Гревилл, Роберт Кай
- Grey-Wilson — Christopher Grey-Wilson, 1944—
- Grgur. — Cheryl A. Grgurinovic, fl. 1982
- Grierson — Грирсон, Эндрю Джон Чарльз
- Griess. — Грисселих, Людвиг
- Griff. — Гриффит, Уильям
- Grig. — Григорьев, Юрий Сергеевич
- Griggs — Григгс, Роберт Фиск
- Grindel — Гриндель, Давид Иероним
- Gris — Грис, Жан Антуан Артюр
- Griseb. — Гризебах, Август
- Groenland — Грёнланд, Иоганнес[111]
- Gröger — Ferdinand Gröger, fl. 1967
- Grolle — Riclef Grolle, 1934—2004
- Gronov. — Гроновиус, Ян
- Grossh. — Гроссгейм, Александр Альфонсович
- Grubov — Грубов, Валерий Иванович
- Gruith. — Груйтуйзен, Франц фон
- Gruner — Грунер, Леопольд Федорович

- Guadagno — Гуаданьо, Микеле
- Gubanov — Губанов, Иван Алексеевич
- Gueldenst. — Гюльденштедт, Иоганн Антон
- Guill. — Гиймен, Жан Батист Антуан
- Guillaumin — Гийомен, Андре
- Guinier — Гинье, Филибер
- Gunckel — Гункель Луэр, Уго
- Gunn — Ганн, Рональд Кэмпбелл
- Gunnerus — Гуннерус, Йохан Эрнст
- Gürke — Гюрке, Роберт Льюис Август Максимилиан
- Guss. — Гуссоне, Джованни
- Gușul. — Гушуляк, Михаил[112]
- Gyeln. — Дьельник, Вильмош Кёфараго

## H
- H.B. — Гумбольдт (Humboldt) & Бонплан (Bonpland)[23]
- H.B.K. — Гумбольдт (Humboldt), Бонплан (Bonpland) & Кунт (Kunth)[23]
- H.Baumann — Helmut Baumann, 1937—
- H.Blossf. — Блоссфельд, Гарри
- H.Bock — Бок, Иероним[10]
- H.C.Burnett — Harry C. Burnett, fl.1965
- H.C.Watson — Уотсон, Хьюитт Коттрелл
- H.Deane — Дин, Генри
- H.E.Gates — Howard Elliott Gates, 1895—1957
- H.E.Moore — Мур, Гарольд Эмери
- H.Eichler — Эйхлер, Хансйорг
- H.Focke — Фокке, Хендрик Шарль
- H.Gross — Гросс, Хуго
- H.Hara — Хара, Хироси
- H.Huber — Хубер, Герберт
- H.Ito — Hiroshi Ito, 1909—2006[113]
- H.J.P.Winkl. — Hubert J. P. Winkler, 1875—1941
- H.Jaeger — Йегер, Герман
- H.K.A.Winkl. — Винклер, Ганс
- H.K.Walter — Вальтер, Генрих
- H.Karst. — Карстен, Густав Карл Вильгельм Герман
- H.Keng — Hsüan Keng, 1923—
- H.Koidz. — Hideo Koidzumi, 1885—1945
- H.L.Wendl. — Вендланд, Генрих Лудольф
- H.Lév. — Левейе, Огюстен Абель Эктор[114]
- H.Limpr. — Лимприхт, Ханс Вольфганг
- H.M.Hall — Холл, Харви Монро
- H.Mason — Herbert Louis Mason, 1896—1994[115]
- H.Moeller — Heinrich Möller, fl. 1927[116]
- H.Mohr — Hartmut Mohr, fl. 1984
- H.Müll. — Мюллер, Герман
- H.Nakai — Hideki Nakai, fl. 1995
- H.Ohashi — Hiroyoshi Ohashi, 1936—
- H.Ohba — Hideaki Ohba, 1943—
- H.P.Fuchs — Фукс, Ханс Петер
- H.Perrier — Перье-де-ла-Бати, Жозеф Мари Анри Альфред
- H.Pfeiff. — Пфайффер, Ганс Генрих
- H.R.Sweet — Herman Royden Sweet, 1909—
- H.R.Wehrh. — Heinrich Rudolf Wehrhahn, 1887—1940[117]
- H.Rob. — Робинсон, Гарольд Эрнест
- H.S.Irwin — Эрвин, Хауард Сэмюэл
- H.S.Lo — Hsien Shui Lo, 1927—
- H.Samzelius — Johan Axel Hugo Samzelius, 1867—1918
- H.Sibth. — Сибторп, Хамфри
- H.Shaw — Шоу, Генри
- H.St.John — Сент-Джон, Харольд[118]
- H.W.Li — Hsi (Xi) Wen Li, 1931—
- H.Wendl. — Вендланд, Герман
- H.Winkl. — H. Winkler, fl. 1868
- H.Wolff — Вольф, Карл Фридрих Август Герман

- Hack. — Хакель, Эдуард
- Hacq. — Гакет, Бальтазар
- Hadač — Emil Hadač, 1914—2003
- Haeckel — Геккель, Эрнст Генрих
- Haenke — Хенке, Тадеаш
- Hagerup — Хагеруп, Олаф
- Häkkinen — Markku Häkkinen, 1946—
- Haines — Henry Haselfoot Haines, 1867—1945
- Halácsy — Халачи, Ойген фон
- Halda — Гальда, Йозеф
- Haller — Галлер, Альбрехт фон
- Haller f. — Галлер, Альбрехт фон (младший)
- Hämet-Ahti — Хямет-Ахти, Леена
- Hance — Ханс, Генри Флетчер
- Hand.-Mazz. — Хандель-Маццетти, Генрих Рафаэль Эдуард фон
- Hanelt — Peter H. Hanelt, 1930—
- Hanin — L. Hanin, fl. 1800
- Hanst. — Ханштайн, Йоханнес Людвиг Эмиль Роберт фон
- Har. — Арьо, Поль
- Hara — Kanesuke Hara, 1885—1962
- Harling — Харлинг, Гуннар
- Harmaja — Harri Harmaja, 1944—
- Harms — Хармс, Герман Август Теодор
- Harriman — Philip Ainslie Harriman
- Hartl — Dimitri Hartl, 1926—
- Hartmann — Хартман, Франц Ксавер фон[119]
- Hartw. — Хартвег, Карл Теодор
- Hartwiss — Гартвис, Николай Андреевич
- Harv. — Харви, Уильям Генри
- Hasselq. — Хассельквист, Фредрик
- Hasselt — Ван Хасселт, Йохан Кунрад
- Hassk. — Хасскарл, Карл Юстус
- Hassl. — Хасслер, Эмиль
- Hauman — Оман, Люсьен
- Hauser — Margit Luise Hauser
- Hausskn. — Хаусскнехт, Генрих Карл
- Hav. — Johan Jonson Havaas, 1864—1956
- Haw. — Хэуорт, Адриан Харди
- Hawkes — Хоукс, Джон Грегори
- Hawksw. — pt:Frank Goode Hawksworth, 1926—1993
- Hayata — Хаята, Бундзо
- Hayek — Хайек, Август фон
- Hayne — Хейн, Фридрих Готтлоб

- Hedgc. — Хеджкок, Джордж Грэнт
- Hedge — Хедж, Йен Чарльсон
- Hedl. — Хедлунд,  Теодор
- Hedw. — Хедвиг, Иоганн
- Heenan — Peter B. Heenan, fl. 1993[120]
- Heer — Хеер, Освальд
- Heering — Wilhelm Christian August Heering, 1876—1916
- Hegelm. — Хегельмайер, Кристоф Фридрих
- Hegi — Хеги, Густав
- Heim — Хайм, Георг Кристоф
- Heimerl — Хаймерль, Антон
- Heine — Hermann Heino Heine, 1922—1996
- Heinr.Braun — Браун, Генрих
- Heintze — Sven August Heintze, 1881—1941
- Heist. — Гейстер, Лоренц
- Heldr. — Хелдрейх, Теодор Генрих Герман фон
- Hallier — de:Ernst Hallier, 1831—1904
- Hallier f. — Галлир, Ганс Готфрид
- Hemsl. — Хемсли, Уильям[121]
- Hendrych — Radovan Hendrych, 1926—2004
- Hensl. — Генслоу, Джон Стивенс
- Henrard — Хенрард, Йоханнес Теодор[122]
- Henry — Aimé Constant Fidèle Henry, 1801—1875[123]
- Herb. — Герберт, Уильям (ботаник)
- Herder — Гердер, Фердинанд[124]
- Herincq — wikispecies:François Hérincq, 1820—1891[125]
- Herm. — Герман, Пауль[10]
- Herter — Хертер, Вильгельм Густав Франц
- Herzog — Герцог, Теодор
- Hesler — Хеслер, Лексемюэл Рэй
- Hess — Johann Jakob Hess, 1844—1883
- Heuff. — Хойффель, Янош
- Heynh. — Gustav Heynhold, 1800—1860
- Heywood — Vernon Hilton Heywood, 1927—

- Hickel — Paul Robert Hickel, 1865—1935
- Hiern — Хирн, Уильям Филип
- Hieron. — Иеронимус, Георг
- Hildebr. — Гильдебранд, Фридрих Герман Густав
- Hildm. — Heinrich Hildmann, —1895
- Hilger — Hartmut H. Hilger, 1948—
- Hill — Хилл, Джон
- Hillebr. — Хиллебранд, Вильгельм[126]
- Hillebrandt — Franz Hillebrandt, 1805—1860
- Hilliard — Olive Mary Hilliard, 1926—
- Hillier — [[Иллие, Луи Эдуар Жозеф[вд]]]
- Hinz — P.-A. Hinz, fl. 1987
- Hirn — Хирн, Карл Энгельбрехт
- Hiroë — Isamu Matsuura Hiroë, 1905—[127]
- Hirtz — Alexander C. Hirtz, 1945—
- Hitchc. — Хичкок, Альберт Спир[128]

- Hochr. — Хохройтинер, Бенедикт Пьер Жорж
- Hochst. — Хокстеттер, Кристиан Фердинанд Фридрих
- Hoehne — Хёне, Фредерику Карлус
- Hoffm. — Гофман, Георг Франц
- Hoffmanns. — Гофманзег, Иоганн Центурий фон[129]
- Hofmeist. — Гофмейстер, Вильгельм
- Hohen. — Гогенакер, Рудольф Фридрих
- Hollerb. — Голлербах, Максимилиан Максимилианович
- Holm-Niels. — Хольм-Нильсен, Лауриц
- Holmb. — Хольмберг, Отто Рудольф
- Holmboe — Хольмбоэ, Йенс
- Holub — Голуб, Иосиф
- Honck. — Хонкени, Герхард Август
- Honda — Хонда, Масадзи
- Hongo — Хонго, Цугуо
- Hoogland — Ruurd Dirk Hoogland, 1922—1994
- Hooibr. — Danield Hooibrenk fl., 1848—1861
- Hook. — Гукер, Уильям Джексон
- Hook.f. — Гукер, Джозеф Долтон[130]
- Hoppe — Хоппе, Давид Генрих
- Hopper — Хоппер, Стивен Дональд
- Horan. — Горянинов, Павел Фёдорович
- Horkel — de:Johann Horkel, 1769—1846
- Hornem. — Хорнеманн, Йенс Вилкен
- Hornsch. — Хорншух, Кристиан Фридрих
- Horsf. — Хорсфилд, Томас
- hort. — См. Обозначения, используемые в наименованиях таксонов
- Hosseus — fr:Carl Curt Hosseus, 1878—1950
- Host — Хост, Николаус Томас
- Houllet — pt:Jean Baptiste Houllet, 1815—1890
- House — Хауз, Гомер Доливер
- Houtt. — Хауттёйн, Мартен
- Houtz. — Хаутзагерс, Гийсбертус
- Hovey — Charles Mason Hovey, 1810—1887
- Howell — Хауэлл, Томас Джефферсон
- Hoyle — Arthur Clague Hoyle, 1904—1986
- Hrabětová — Anežka Hrabětová-Uhrová, 1900—1981[131]

- Hu — Ху Сяньсу
- Huber — Хубер, Якоб
- Huds. — Хадсон, Уильям
- Hudziok — Georg W. Hudziok, 1929—
- Huijsman — H. S. C. Huijsman, 1900—
- Hull — John Hull, 1761—1843
- Hultén — Хультен, Эрик[132]
- Humb. — Гумбольдт, Александр фон
- Humbert — Юмбер, Жан-Анри
- Hummelinck — Pieter Wagenaar Hummelinck, 1907—
- Humphries — Хамфрис, Кристофер Джон
- Hutch. — Хатчинсон, Джон
- Hutchison — Paul Clifford Hutchison, 1924—
- Huth — Хут, Эрнст
- Hyl. — Хиландер, Нильс

## I
- I.K.Ferguson — Ian Keith Ferguson, 1938—
- I.M.Johnst. — Джонстон, Айвен Марри[133]
- I.Matsuda — Ichiro Matsuda
- I.Telford — Ian R.H. Telford, 1941—
- I.W.Bailey — Бейли, Ирвинг Видмер
- Ietsw. — J. H. Ietswaart, 1940—
- Ignatov — Игнатов, Михаил Станиславович
- Iinuma — Yokusai Iinuma, 1782—1865
- Ikonn. — Иконников, Сергей Сергеевич
- Iljin — Ильин, Модест Михайлович
- Iljinski — Ильинский, Алексей Порфирьевич
- Iltis — Илтис, Хью Хеллмут
- Imbach — Emil J. Imbach, 1897—1970
- Ingram — Ингрэм, Коллингвуд
- Inocencio — Иносенсио, Кристина[134]
- Irmisch — Ирмиш, Тило
- Irving — Walter Irving, 1867—1934
- Isely — Duane Isely, 1918—2000
- Ito — яп. 伊藤圭介, Ito Keisuke, 1803—1901
- Ivanina — Иванина, Людмила Ивановна

## J
- J.-F.Leroy — Леруа, Жан-Франсуа
- J.-P.Lebrun — Jean-Pierre Lebrun, 1932—
- J.Agardh — Агард, Якоб Георг
- J.B.Armstr. — de:Joseph Beattie Armstrong, 1850—1926
- J.B.Gillett — Джиллетт, Джен Бевингтон
- J.B.Phipps — wikispecies:James Bird Phipps, 1934—
- J.Bauhin — Баугин, Иоганн[10]
- J.Buchholz — en:John Theodore Buchholz, 1888—1951
- J.C.Buxb. — Буксбаум, Иоганн Христиан[10]
- J.C.Liu — Ju Chang Liu, 1895—
- J.C.Walker — Уокер, Джон Чарлз
- J.C.Wendl. — Вендланд, Иоганн Кристоф[135]
- J.Clayton — Клейтон, Джон (ботаник)
- J.Commelijn — Коммелин, Ян[10]
- J.Drumm. — Друммонд, Джеймс[136]
- J.E.Gray — Грей, Джон Эдуард
- J.E.Lange — Ланге, Якоб Эмануэль
- J.Ellis — Эллис, Джон
- J.F.Arnold — Арнольд, Иоганн Франц Ксавье
- J.F.Bailey — Бейли, Джон Фредерик
- J.F.Macbr. — Макбрайд, Джеймс Фрэнсис[137]
- J.F.Mill. — en:John Frederick Miller, 1759—1796[138]
- J.Forbes — Форбс, Джеймс (ботаник)
- J.G.Gmel. — Гмелин, Иоганн Георг
- J.G.Kühn — Кюн, Юлий
- J.G.Ortega — wikispecies:Jesús González Ortega, 1876—1936
- J.G.Sm. — Смит, Джаред Гейдж
- J.Gay — Ге, Жак Этьен
- J.Gerard — Джерард, Джон
- J.H.Burnett — Бёрнетт, Джон Харрисон
- J.H.Kirkbr. — wikispecies:Joseph Harold Kirkbride, 1943—
- J.H.Willis — Виллис, Джеймс
- J.J.Lister — Листер, Джозеф Джексон
- J.J.Sm. — Смит, Иоганн Якоб
- J.J.Vassil. — Ja. Ja. Vassiljev, fl. 1940[139]
- J.Jacq. — Жакен, Йозеф Франц фон[140]
- J.Juss. — Жюссьё, Жозеф де
- J.Kern. — Кернер, Иоганн Симон фон
- J.Kickx f. — Кикс, Жан
- J.Koenig — Кёниг, Иоганн Герхард
- J.Kost. — Joséphine Thérèse Koster, 1902—1986
- J.Kuhn — Janet Kuhn, fl. 1981
- J.L.Yang — Jun Liang Yang, fl. 1988
- J.Léonard — Леонар, Жан[141]
- J.M.Bigelow — Бигелоу, Джон Милтон
- J.M.Black — Блэк, Джон Мак-Коннелл
- J.M.Chao — Jew Ming Chao, fl. 1977
- J.M.Coult. — Коултер, Джон Мерл
- J.M.H.Shaw — wikispecies:Julian Mark Hugh Shaw, 1955—
- J.Martyn — Мартин, Джон (ботаник)
- J.Muir — Мьюр, Джон
- J.Murata — Jin Murata, 1952—
- J.Nelson — John Nelson, fl. 1860
- J.Oxley — en:John Oxley, 1781—1828
- J.P.Perry — Jesse Parker Perry, fl. 1982
- J.Pardo — Пардо Састрон, Хосе
- J.Poiss. — Jules Poisson, 1833—1919
- J.Presl — Пресл, Ян Сватоплук
- J.R.Clarkson — John Richard Clarkson, 1950—
- J.R.Coleman — James Robert Coleman, 1934—
- J.R.Forst. — Форстер, Иоганн Рейнгольд
- J.Rémy — Реми, Иезекииль Жюль
- J.Rothman — Ротман, Юхан
- J.Sinclair — James Sinclair (botanist)[англ.], 1913—1968
- J.Sm. — wikispecies:John Smith, 1798—1888
- J.St.-Hil. — Жом Сент-Илер, Жан Анри[142]
- J.T.Atwood — John T. Atwood, 1946—
- J.T.Howell — Хауэлл, Джон Томас
- J.Toman — Томан, Ян
- J.Traill — wikispecies:James Traill, —1853
- J.Underw. — John Underwood, —1834
- J.V.Lamour. — Ламуру, Жан Венсан Феликс
- J.W.Moore — wikispecies:John William Moore, 1901—
- J.W.Weinm. — Вайнманн, Иоганн Вильгельм[10]
- J.Wagner — Вагнер, Янош
- J.Walz — Вальц, Яков Яковлевич
- J.Woods — [[Вудс, Джозеф[англ.]]]
- J.Zeyh. — Цейгер, Иоганн Михаил
- Jack — Джек, Уильям
- Jacks. — Джексон, Джордж[143]
- Jacobi — Якоби, Георг Альбано фон
- Jacq. — Жакен, Николаус Йозеф фон
- Jacques — Жак, Анри Антуан
- Jacobs — Якобс, Максвелл Ральф
- Jaeger — Georg Friedrich (von) Jaeger, 1785—1866
- Jahand. — Émile Jahandiez, 1876—1938
- James — Джеймс, Томас Поттс[144]
- Jan — Ян, Георг
- Jancz. — Янчевский, Эдуард Франц
- Janisch. — Янишевский, Дмитрий Эрастович
- Janka — Янка, Виктор
- Jansen — Pieter Jansen, 1882—1955
- Jarosch. — Ярошенко, Павел Дионисьевич, 1906—
- Játiva — Carlos D. Játiva, fl. 1963
- Jaub. — Жобер, Ипполит Франсуа
- Jáv. — Яворка, Шандор
- Jenny — Rudolph Jenny, fl. 1985
- Jeps. — Джепсон, Уиллис Линн
- Jermy — Anthony Clive Jermy, 1932—
- John M.Mill. — John M. Miller, fl. 1993
- John Muir — Мьюр, Джон (ботаник)
- Johnst. — George Johnston, 1797—1855[145]
- Johow — Йохов, Фридрих Ричард Адельбарт
- Jongkind — Carel Christiaan Hugo Jongkind, 1954—
- Jord. — Жордан, Алексис[146]
- Jowitt — John F. Jowitt
- Joy Thomps. — Joy Thompson, 1923—
- Jum. — Жюмелль, Анри Люсьен
- Jung — Юнг, Иоахим
- Jungh. — Юнгхун, Франц Вильгельм
- Jurtzev — Юрцев, Борис Александрович
- Jury — Stephen Leonard Jury, 1949-
- Juss. — Жюссьё, Антуан Лоран де
- Juz. — Юзепчук, Сергей Васильевич

## K
- K.A.Petrova — Петрова, К. А.
- K.Bergius — en:Karl Heinrich Bergius, 1790—1818
- K.Bremer — Бремер, Коре
- K.D.Hill — Хилл, Кеннет
- K.G.Hagen — Хаген, Карл Готтфрид
- K.Hoffm. — Хоффман, Кете
- K.Kayser — Konrad Kayser, fl. 1932
- K.Koch — Кох, Карл Генрих Эмиль
- K.Krause — Краузе, Курт
- K.L.Chambers — Kenton Lee Chambers, 1929—
- K.L.Wilson — Karen Louise Wilson, 1950—
- K.Larsen — Ларсен, Кай
- K.M.Drew — Дрю-Бейкер, Кэтлин Мэри
- K.Möbius — Мёбиус, Карл Август
- K.R.Robertson — Kenneth R. Robertson, 1941—
- K.R.Thiele — en:Kevin Thiele, 1958—
- K.Schum. — Шуман, Карл Мориц
- K.V.Ivanova — K. V. Ivanova[147]
- K.Werner — Вернер, Клаус
- K.Wilh. — Karl (Carl) (Adolf) Wilhelm, 1848—1933
- K.Williams — Kelsey Williams, fl. 1974
- Kaempf. — Кемпфер, Энгельберт[148][10]
- Kalchbr. — Кальхбреннер, Карой
- Kalen. — Калениченко, Иван Осипович[149]
- Kallenb. — Калленбах, Франц
- Källersjö — Челлершё, Мари
- Kalm — Кальм, Пер
- Kamel — Камел, Георг Йосеф[10]
- Kamelin — Камелин, Рудольф Владимирович
- Kaneh. — яп. 金平亮三, en:Ryōzō Kanehira, 1882—1948
- Kappert — Капперт, Ханс
- Kar. — Карелин, Григорий Силыч
- Kårehed — Jesper Kårehed
- Karling — Карлинг, Джон Сидни
- Karlsson — Thomas Karlsson, 1945—
- Karpinsky — Карпинский, Александр Петрович
- Karw. — Wilhelm Friedrich von Karwinsky von Karwin, 1780—1855
- Kasapligil — Baki Kasapligil, 1918—1992
- Kaspar. — A. S. Kasparian, fl. 1928
- Kauffm. — Кауфман, Николай Николаевич
- Kaulf. — Каулфусс, Георг Фридрих
- Kayser — E. Kayser, fl. 1892
- Keighery — Gregory John Keighery, 1950—
- Keng f. — Pai Chieh (Bo Jie) Keng, 1917—
- Keller — Johann Christoph Keller, 1737—1796
- Kellogg — Келлог, Альберт
- Kem.-Nath. — Кемулария-Натадзе, Любовь Манучаровна
- Kenn. — George Golding Kennedy, 1841—1918[150]
- Ker Gawl. — Кер Голер, Джон Белленден
- Kerguélen — Кергелен, Мишель Франсуа-Жак
- Kerr — en:Arthur Francis George Kerr, 1877—1942
- Keyserl. — Кейзерлинг, Александр Андреевич
- Khalilov — E. Kh. Khalilov, 1913—
- Kharadze — Харадзе, Анна Лукьяновна
- Khat. — Maboubeh Khatamsaz, 1949—
- Khokhr. — Хохряков, Михаил Кузьмич
- Kiaersk. — Кьерсков, Яльмар
- Kiew — Ruth Kiew, 1946—
- Kihlm. — Кайрамо, Альфред Освальд
- Killip — Киллип, Эллсуорт Пейн
- King — Кинг, Джордж (биолог)
- Kir. — Кирилов, Иван Петрович
- Kirchn. — de:Oskar von Kirchner, 1851—1925
- Kirk — Кирк, Томас
- Kirp. — Кирпичников, Моисей Эльевич
- Kiss — Киш, Арпад
- Kit. — Китайбель, Пауль
- Kitag. — Китагава, Масао
- Kitam. — Китамура, Сиро
- Kitan. — Китанов, Борис Павлович
- Kjellm. — Челльман, Франс Рейнгольд
- Klásk. — Anna Klásková (Holubová-Klasková), 1932—[151]
- Klatt — Клатт, Вильгельм
- Klein — Клейн, Якоб Теодор[10]
- Kleopow — Клеопов, Юрий Дмитриевич
- Kljuykov — Клюйков, Е. В., 1950—
- Klokov — Клоков, Михаил Васильевич[152]
- Klotzsch — Клоч, Иоганн Фридрих
- Knight — en:Joseph Knight (horticulturist), 1778—1855
- Kniph. — Книпхоф, Иоганн Иероним
- Kníže — Книже, Карел[153]
- Knjaz. — Князев М. С.
- Knorring — Кнорринг, Ольга Эвертовна[154]
- Knowles — Ноулз, Джордж Беочамп
- Knowlt. — Frank Hall Knowlton, 1860—1926
- Kny — Кни, Леопольд
- Kobuski — Кобуский, Клэренс Эммерен
- Koch — Кох, Иоганн Фридрих Вильгельм
- Koehne — Кёне, Эмиль
- Koeler — Кёлер, Георг Людвиг
- Koelle — Кёлле, Иоганн Людвиг Кристиан
- Kof. — Кофойд, Чарльз Этвуд
- Kohl — Коль, Георг-Фридрих
- Koidz. — Коидзуми, Гэнъити
- Koji Ito — Koji Ito, 1931—
- Kolak. — Колаковский, Альфред Алексеевич
- Kolen. — Коленати, Фридрих
- Kolesn. — Колесников, Борис Павлович
- Kolkw. — Кольквиц, Рихард
- Kölr. — Кёльрейтер, Йозеф Готлиб
- Kom. — Комаров, Владимир Леонтьевич
- Komar. — Комаренко, Л. Е.
- Komárek — Jiří Komárek, 1931—
- Komarova — Комарова, Эмма Петровна
- Köppen — Кёппен, Фёдор Петрович
- Körn. — Кернике, Фридрих
- Korn.-Trotzky — Корнух-Троцкий, Пётр Яковлевич[155]
- Korobkov — Коробков, Александр Александрович БИН РАН
- Korovin — Коровин, Евгений Петрович
- Korsh. — Коржинский, Сергей Иванович
- Körte — Heinrich Friedrich Franz (Ernst) Körte, 1782—1845
- Korth. — Корталс, Питер Виллем
- Kosanin — wikispecies:Nedeljko Kosanin, 1874—1934[156]
- Kosh. — Кожевников, Дмитрий Александрович
- Koso-Pol. — Козо-Полянский, Борис Михайлович
- Koss — Кос, Юрий Иванович
- Kossenko — Косенко, Иван Сергеевич[157]
- Kossych — V. M. Kossych, 1931—
- Kostel. — Костелецкий, Винсенц Франц
- Kosterm. — Костерман, Андре Жозеф Гийом Анри
- Kotov — Котов, Михаил Иванович
- Kotschy — Кочи, Теодор
- Kotukhov — Yu.A. Kotukhov, fl. 1966
- Kovalevsk. — Ковалевская, С. С., 1929—
- Kraenzl. — Кренцлин, Фридрих Вильгельм Людвиг
- Krainz — Крайнц, Ханс
- Krapov. — Краповикас, Антонио
- Kras-Lap. — Marta Kras-Lapinska[158]
- Krasch. — Крашенинников, Ипполит Михайлович
- Krasn. — Краснов, Андрей Николаевич
- Krasnob. — Красноборов, Иван Моисеевич
- Krassiln. — Красильников, Николай Александрович
- Krassilov — Красилов, Валентин Абрамович
- Kraus — Краус, Грегор
- Krause — Johann Wilhelm Krause[нем.], 1764—1842
- Krauss — Johan Carl Krauss[англ.], 1759—1826
- Krecz. — Кречетович, Лев Мельхиседекович
- Kreuz. — Кройцингер, Курт
- Kritska — Ljubov I. Krytzka, 1941—
- Křísa — Bohdan Křísa, 1936—[159]
- Krombh. — Кромбхольц, Юлиус Винценц фон
- Kudô — яп. 収録誌, Yûshun Kudô, 1887—1932
- Krug — Круг, Карл Вильгельм Леопольд
- Kruschke — Emil Paul Kruschke, 1907—1976
- Krylov — Крылов, Порфирий Никитич (ботаник)[160]
- Kuang — кит. 匡可任, Kuāng Kěrèn, K'uang K'o-jen, 1914—1977
- Kuhl — Куль, Генрих
- Kuhlm. — João Geraldo Kuhlmann, 1882—1958
- Kuhn — Кун, Максимилиан
- Kuijt — Job Kuijt, 1930—
- Kük. — Кюкенталь, Георг[161]
- Kulikov — Куликов, Павел Владимирович (ботаник)
- Kulju — Kristo K. M. Kulju
- Kult. — Культиасов, Михаил Васильевич
- Künkele — Кюнкеле, Зигфрид
- Kunth — Кунт, Карл
- Kuntze — Кунце, Отто[162]
- Kunze — Кунце, Густав
- Kupicha — Frances Kristina Kupicha, 1947—
- Kupr. — Куприянов, А. Н., fl. 1991
- Kuprev. — Купревич, Василий Феофилович
- Kuprian. — Куприянова, Людмила Андреевна
- Kurl. — Курлович, Богуслав Станиславович
- Kurz — Курц, Вильгельм
- Kusn. — Кузнецов, Николай Иванович (ботаник)
- Kütz. — Кютцинг, Фридрих
- Kuzen. — Кузенева, Ольга Иакинфовна
- Kytöv. — Ilkka Kytövuori, 1941—[163]

## L
- L'Hér. — Леритье де Брютель, Шарль Луи[164]
- L. — Линней, Карл
- L.A.S.Johnson — Джонсон, Лоуренс Александр Сидни
- L.B.Sm. — Смит, Лайман Брэдфорд
- L.Bolus — Болус, Хэрриет Маргарет Луиза[165]
- L.Beauvis. — L. Beauvisage, fl., 1959—
- L.C.Beck — Бек, Льюис Калеб
- L.D.Benson — Бенсон, Лайман Дэвид
- L.D.Gómez — Гомес, Луис Диего[166]
- L.E.López — wikispecies:Luis E. López Jaramillo, fl. 1983
- L.E.Rodin — Родин, Леонид Ефимович
- L.f. — Линней, Карл (младший)
- L.F.Celak. — Челаковский, Ладислав Франтишек[167]
- L.Fuchs — Фукс, Леонарт[10]
- L.H.Bailey — Бейли, Либерти Хайд[168]
- L.H.Liu — Lin Han Liu, 1936—
- L.Henry — wikispecies:Louis Henry, 1853—1903
- L.K.A.Koch — Кох, Людвиг
- L.K.Fu — en:Li-kuo Fu, 1934—
- L.Linden — Линден, Люсьен
- L.Liu — Liang Liu, 1933—2001
- L.O.Williams — Уильямс, Луи Ото
- L.S.Inocencio — Laís de Souza Inocencio, fl. 2016[169]
- L.W.Cayzer — Lindy W. Cayzer, fl. 1999
- La Llave — Льяве, Пабло де ла
- Labill. — Лабилльярдиер, Жак-Жюльен де
- Labour. — J. Labouret, fl. 1853
- Lacaita — Лакайта, Чарльз Кармайкл
- Lace — John Henry Lace, 1857—1918
- Lachen. — Werner de Lachenal, 1736—1800[170]
- Lack — Hans Walter Lack, 1949—
- Laest. — Лестадиус, Ларс Леви
- Lag. — Лагаска и Сегура, Мариано
- Lam. — Ламарк, Жан Батист
- Lamb. — Ламберт, Эйлмер Бурк
- Lamond — Jenifer M. Lamond, 1936—
- Lander — Ландер, Николас Шон
- Laness. — Ланессан, Жан Мари Антуан де
- Lange — Ланге, Иоганн
- Langsd. — Лангсдорф, Григорий Иванович
- Lanza — Ланца, Доменико
- Lapeyr. — Лапейруз, Филипп Пико де
- Lapl. — Лапланш, Морис Кужар де
- Larrañaga — Ларраньяга, Дамасо Антонио
- Lasch — Лаш, Вильгельм
- Lauener — Lucien André (Andrew) Lauener, 1918—1991
- Laughlin — Kendall Laughlin, 1890—
- Lauterb. — Лаутербах, Карл
- Lauterborn — Лаутерборн, Роберт
- Lavallée — Лавалле, Пьер Альфонс Мартен[171]
- Lavrenko — Лавренко, Евгений Михайлович
- Lawalrée — André Gilles Célestin Lawalrée, 1921—2005[172]
- Laxm. — Лаксман, Эрик
- Lazkov — G. A. Lazkov, fl. 1993
- Lazo — Waldo Lazo, fl. 1972
- Le Cointe — Лекуэнт, Поль
- Le Maout — Ле Мау, Эммануэль
- Le Monn. — Ле Моннье, Луи Гийом
- Leandri — Леандри, Жак Дезире
- Lecomte — Леконт, Поль Анри
- Leconte — Леконт, Джон Иттон
- Ledeb. — Ледебур, Карл Христиан Фридрих фон
- Leenh. — Pieter Willem Leenhouts, 1926—2004
- Leers — Лерс, Иоганн Даниель
- Leeuwenb. — Леовенберг, Антониус Йозефус Мариа
- Lehm. — Леман, Иоганн Георг Христиан
- Leiberg — Лейберг, Джон Бернхард
- Leichtlin — Maximilian Leichtlin, 1831—1910
- Lellinger — Леллингер, Дэвид Брюс
- Lem. — Лемер, Шарль Антуан
- Lemmon — Леммон, Джон Гилл
- Lemoine — Лемуан, Виктор
- Lenné — Ленне, Петер Йозеф[173]
- León — Соже, Жозеф Сильвестр[174]
- Leonard — Леонард, Эмери Клэренс
- Leonova — Леонова, Тамара Георгиевна
- Lepech. — Лепёхин, Иван Иванович
- Lepr. — Лепрье, Франсуа Матьяс Рене
- Leresche — Лереш, Луи Франсуа Жюль Родольф
- Les — Donald H. Les, 1954—
- Lesch. — Лешено де ла Тур, Жан Батист
- Less. — Лессинг, Кристиан Фридрих
- Lév. — Левейе, Жозеф-Анри
- Levier — Левье, Эмилио[175]
- Levl. — Левейе, Огюстен Абель Эктор[176]
- Lewin — en:Ralph A. Lewin, 1921—2008
- Lewis — Льюис, Мериуэзер[177]
- Lex. — Лексарса, Хуан Хосе Мартинес де
- Leyb. — Ляйбольд, Фридрих
- Leyss. — Лайссер, Фридрих Вильгельм фон
- Liais — Ляи, Эммануэль
- Liebl — Леблейн, Франц
- Lieth — Лит, Хельмут
- Lilj. — Лильеблад, Самуэль
- Lilja — Лилья, Нильс
- Lincz. — Линчевский, Игорь Александрович
- Lindblom — Линдблум, Алексис Эдвард
- Linden — Линден, Жан Жюль
- Lindl. — Линдли, Джон[178]
- Lindm. — Линдман, Карл Аксель Магнус
- Link — Линк, Иоганн Генрих Фридрих
- Liou — Лю Шэньэ
- Lippmaa — Липпмаа, Теодор
- Lipsch. — Липшиц, Сергей Юльевич
- Lipsky — Липский, Владимир Ипполитович
- Lisowski — Stanisław Lisowski, 1924—2002
- Litard. — Литардьер, Рене Веррье де
- Little — Литтл, Элберт Лютер
- Litv. — Литвинов, Дмитрий Иванович
- Lj.N.Vassiljeva — Васильева, Любовь Николаевна
- Llanos — Льянос, Антонио
- Llave — Льяве, Пабло де ла
- Lobel — Л’Обель, Маттиас де[10]
- Locq. — Локен, Марсель
- Lodd. — Лоддиджз, Конрад
- Lodge — Deborah Jean Lodge, fl. 1988
- Loefl. — Лёфлинг, Пер
- Loes. — Лузенер, Людвиг Эдуард Теодор
- Loisel. — Луазелер-Делонгшамп, Жан Луи Огюст[179]
- Lojac. — Лояконо Поеро, Микеле
- Lomakin — Ломакин, Александр Александрович[180]
- Lönnrot — Лённрот, Элиас
- Loock — E. E. M. Loock, 1905—1973
- Looser — Лоозер Шаллемберг, Вальтер
- Lorent — Лорент, Якоб Август
- Lorentz — Лоренц, Пауль Гюнтер
- Losinsk. — Лозина-Лозинская, Агния Сергеевна
- Loscos — Лоскос Берналь, Франсиско
- Lothian — Thomas Robert Noel Lothian, 1915—2004
- Lotsy — Лотси, Ян Паулус
- Loudon — Лоудон, Джон Клавдий[181]
- Louis — Jean Laurent Prosper Louis, 1903—1947
- Louis-Marie — Lalonde (Père) Louis-Marie, 1896—1978
- Lour. — Лорейру, Жуан ди
- Lourenço — Ricardo de Azevedo Lourenço
- Lourteig — Луртег, Алисия
- Lowe — Лоу, Ричард Томас
- Lucksom — S. Z. Lucksom, fl. 1992
- Ludw. — Людвиг, Кристиан Готтлиб
- Luer — Луэр, Карлайл
- Luerss. — Люрсен, Христиан
- Luetzelb. — Philipp von Luetzelburg, 1880—1948
- Luferov — Луферов, Александр Николаевич
- Lukman. — Athanase de Lukmanoff, fl. 1889
- Lundell — Ланделл, Сайрус Лонгуорт
- Lunghini — Dario L. Lunghini, 1946—
- Lütken — Люткен, Христиан Фредерик

M
- M.-F.Robert — Marie-Françoise Robert, fl. 1978
- M.A.Clem. — Клементс, Марк Альвин
- M.A.Curtis — Кёртис, Мозес Эшли
- M.A.Lane — Meredith A. Lane, 1951—
- M.A.Lawson — Marmaduke Alexander Lawson, 1840—1896
- M.B.Welch — Marcus Baldwin Welch, 1895—1942
- M.Bieb. — Биберштейн, Фёдор Кондратьевич[182]
- M.C.Johnst. — Джонстон, Маршал Конринг
- M.Caball. — Miguel Caballero Deloya, fl. 1969
- M.Catal. — Каталано, Марчелло
- M.E.Jones — Джоунс, Маркус Юджин
- M.F.Fay — Michael Francis Fay, 1960—
- M.F.Ray — Martin Forbes Ray, fl. 1998
- M.Ferraro — Matilde Ferraro, fl. 1955
- M.G.Kalen. — M. G. Kaleniczenko, 1931—
- M.Gómez — Гомес де ла Маса, Мануэль[183]
- M.Hiroe — Minosuke Hiroe, 1914—
- M.Hotta — Mitsuru Hotta, 1935—
- M.Jacobs — Marius Jacobs, 1929—1983
- M.L.Green — Mary Letitia Green, 1886—1978
- M.M.Ivanova — Иванова, Майя Михайловна, 1937—2019
- M.M.Moser — Мозер, Майнхард Михаэль
- M.Martens — Мартенс, Мартин
- M.N.Philipson — Melva Noeline Philipson, 1925—
- M.Ohki — Masao Ohki, 1930—
- M.R.Schomb. — Шомбургк, Мориц Рихард
- M.Roem. — Рёмер, Макс Йозеф
- M.S.Baker — Бейкер, Майло Сэмюэл
- M.Schulze — Carl Theodor Maximilian Schulze, 1841—1915
- M.Silva — Manuel da Silva, 1916—
- M.Sm. — Смит, Матильда
- M.Toman — Miloslav Toman, 1932—
- M.Traverso — Mido Traverso, fl. 1999
- M.W.Chase — Чейз, Марк
- M.Wagner — Вагнер, Мориц

- Maack — Маак, Ричард Карлович
- Mabille — Мабиль, Жюль Поль
- Mack. — Маккензи, Кеннет Кент
- Macklin — E. D. Macklin, fl. 1925
- MacMill. — Макмиллан, Конвей
- Macoun — en:John Macoun, 1831—1920
- Madrigal — X. Madrigal-Sanchez, fl. 1969
- Maek. — Tokujirô (Tokijiro) Maekawa, 1886—
- Magnol — Маньоль, Пьер[10]
- Magnus — Магнус, Пауль
- Maguire — Магуайр, Бассет
- Maiden — Мэйден, Джозеф Генри
- Maingay — Alexander Carroll Maingay, 1836—1869
- Maire — Мэр, Рене Шарль Жозеф
- Majevski — Маевский, Пётр Феликсович
- Makhm. — A.M. Makhmedov, 1951—
- Makino — Макино, Томитаро
- Malag. — Малагаррига, Рамон Пеньяфорт
- Malençon — Малансон, Жорж
- Malick — K. C. Malick, 1938—
- Manden. — Манденова, Ида Пановна
- Mansf. — Мансфельд, Рудольф
- Marais — Марэ, Вессель
- Maranta — Маранта, Бартоломео
- Maratti — Маратти, Джованни Франческо
- Marc.-Berti — Luis Marcano-Berti, fl. 1967
- Marchand — en:Nestor Léon Marchand, 1833—1911
- Marie — Edouard Auguste Marie, 1835—1888
- Mariz — Joaquim de Mariz, 1847—1916
- Markgr. — Маркграф, Фридрих
- Marquis — Марки, Александр Луи
- Marshall — Маршалл, Хамфри[184]
- Martínez — Мартинес, Максимино[185]
- Mart. — Марциус, Карл Фридрих[186]
- Mart.Crov. — Мартинес Кроветто, Рауль
- Martynov — Мартынов, Иван Иванович[187]
- Masam. — Масамунэ, Гэнкэй
- Maslin — Мэслин, Брюс Роджер
- Mason — en:Francis Mason, 1799—1874[188]
- Massee — Масси, Джордж Эдуард
- Massjuk — Масюк, Надежда Прохоровна
- Masson — Массон, Фрэнсис
- Mast. — Мастерс, Максвелл Тилден
- Mathias — Матиас, Милдред Эстер
- Maton — Мэтон, Уильям Джордж
- Matousch. — Матоушек, Франц
- Matsum. — Мацумура, Ниндзо
- Mattei — Маттеи, Джованни Этторе
- Mattf. — Маттфельд, Иоганнес
- Mattioli — Маттиоли, Пьетро Андреа Грегорио[10]
- Matuda — Мацуда, Эйдзи
- Mauri — Маури, Эрнесто
- May — May, fl. 1870—1887
- Mayo — Simon Joseph Mayo, 1949—
- Mayr — Майр, Генрих
- Maxim. — Максимович, Карл Иванович
- Maxon — Максон, Уильям Ральф
- Mazurenko — Мазуренко, Мая Тимофеевна
- Mazzuc. — Giovanni Mazzucato, 1787—1814[189]

- McGregor — ??? Richard Crittenden McGregor, 1871—1936 или Ronald Leighton McGregor, 1919—
- McKinney — Маккинни, Харолд Холл
- McPherson — Макферсон, Гордон
- McVaugh — МакВо, Роджерс

- Medik. — Медикус, Фридрих Казимир[190]
- Meekiong — Kalu Meekiong
- Meikle — Robert Desmond Meikle[англ.], 1923–2021
- Meinsh. — Майнсхаузен, Карл Фридрих
- Meisn. — Мейсснер, Карл Фридрих Даниэль[191]
- Mejen — Мейен, Сергей Викторович
- Melderis — wikispecies:Aleksandre Melderis, 1909—1986
- Mell — wikispecies:Clayton Dissinger Mell, 1875—1945
- Mendel — Мендель, Грегор
- Mendonça — Мендонса, Франсишку ди Ассенкан[192]
- Menezes — Carlos Azevedo de Menezes, 1863—1928
- Menzies — Мензис, Арчибальд
- Merckl. — Мерклин, Карл Евгеньевич
- Mereschk. — Мережковский, Константин Сергеевич
- Merr. — Меррилл, Элмер Дрю
- Mert. — Мертенс, Франц Карл
- Merxm. — Мерксмюллер, Германн
- Mett. — Меттениус, Георг Генрих
- Meyen — Мейен, Франц Юлиус Фердинанд
- Mez — Мец, Карл Кристиан

- Micheli — Микели, Марк[193]
- Mickel — wikispecies:John T. Mickel, 1934—
- Michael — Edmund Michael, 1849—1920
- Michx. — Мишо, Андре
- Middend. — Миддендорф, Александр Фёдорович
- Miégev. — Миежевилль, Жозеф
- Miers — Майерс, Джон
- Mig. — Мигула, Вальтер
- Migo — Hisao Migo, 1900—[194]
- Mikan — Johann Christian Mikan, 1769—1844[195]
- Mikheev — A. D. Mikheev, 1933—
- Miki — Shigeru Miki, 1901—1974
- Mikl.-Maclay — Миклухо-Маклай, Николай Николаевич
- Middled. — Harry Middleditch, 1927—
- Milde — Мильде, Карл Август Юлиус
- Mill. — Миллер, Филип[196]
- Millsp. — Миллспо, Чарльз Фредерик
- Milne-Redh. — Милн-Редхед, Эдгар
- Minkw. — Минквиц, Зинаида Александровна фон
- Minod — Мино, Марсель Морис
- Miq. — Микель, Фридрих Антон Вильгельм
- Miranda — Миранда, Фаустино
- Mirb. — Мирбель, Шарль-Франсуа Брюссо де
- Miscz. — Мищенко, Павел Иванович (ботаник)
- Mitch. — Митчелл, Джон (географ)
- Mitterp. — Миттерпахер, Людвиг
- Mittler — Миттлер, Людвиг
- Miyabe — англ. Kingo Miyabe, 1860—1951
- Miyake — Миякэ, Киити

- Moc. — Мосиньо, Хосе Мариано, 1757—1820
- Moench — Мёнх, Конрад
- Mohl — Моль, Хуго
- Möhring — Мёринг, Пауль Генрих Герхард
- Molina — Молина, Хуан Игнасио[197]
- Moldenke — Молденке, Гарольд Норман[198]
- Molseed — Молсид, Элвуд Уэнделл
- Monnet — Paul-Louis Monnet, —1915
- Mont. — Jean Pierre François Camille Montagne, 1784—1866
- Montandon — F.Jules Montandon
- Monv. — es:M. Chevalier de Monville, 1783—
- Moon — Alexander Moon, —1825
- Moore — David Moore, 1808—1879[199]
- Moq. — Мокен-Тандон, Альфред
- Morat — Philippe Morat, 1937—[200]
- Mord.Laun. — Jean Claude Mien Mordant de Launay, 1750—1816[201]
- Morelet — Пьер Мари Артур Мореле, 1809—1892
- Moretti — Моретти, Джузеппе
- Moric. — Мориканд, Стефано
- Morison — Морисон, Роберт[10]
- Moritzi — Моритци, Александр
- Morong — Моронг, Томас
- Morton — Мортон, Стерлинг[202]
- Möschl — Wilhelm Möschl, 1906—1980[203]
- Moss — en:Charles Edward Moss, 1870—1930
- Mosyakin — Мосякин, Сергей Леонидович
- Mouill. — en:Pierre Mouillefert, 1845—1903

- Muehlenpf. — F. Mühlenpfordt fl., 1849—1891
- Muhl. — Мюленберг, Готтилф Генри Эрнест
- Muldashev — A. A. Muldashev, 1954—
- Müll.Arg. — Мюллер Ааргауский, Иоганнес
- Müll.Hal. — Мюллер, Карл (естествоиспытатель)[204]
- Münchh. — Мюнхгаузен, Отто фон[205]
- Munro — Манро, Уильям
- Munz — Манц, Филип Александр
- Murb. — Мурбек, Сванте Самуэл
- Murray — Муррей, Юхан Андреас[206]
- Murrill — Меррил, Уильям Альфонсо
- Muschl. — Мушлер, Рейнхольд Конрад
- Muss.-Puschk. — Мусин-Пушкин, Аполлос Аполлосович[207]
- Mutel — Мютель, Пьер Огюст Виктор
- Mutis — Мутис, Хосе Селестино
- Myrz. — P. Myrzakulov

## N
- N.A.Ivanova — N.A. Ivanova, 1893—1942
- N.Busch — Буш, Николай Адольфович
- N.D.Atwood — Этвуд, Нефи Дуэйн
- N.E.Br. — Браун, Николас Эдвард
- N.F.Kom. — Комаров, Николай Фёдорович
- N.H.Holmgren — Noel Herman Holmgren, 1937—[208]
- N.P.Taylor — Тэйлор, Найджел Пол
- N.T.Burb. — Nancy Tyson Burbidge, 1912—1977
- N.T.Sauss. — Соссюр, Никола Теодор де
- N.Taylor — Norman Taylor, 1883—1967
- N.Ulziykh. — Nadmidyn Ulziykhutag, fl. 1987
- N.W.Simmonds — Norman Willison Simmonds, 1922—
- N.W.Zinger — Цингер, Николай Васильевич[209]
- Nábělek — František Nábělek, 1884—1965[210]
- Nagas. — Eiji Nagasawa, 1948—
- Nägeli — Негели, Карл Вильгельм фон
- Nakai — Накаи, Такэносин
- Nannf. — Наннфельдт, Юхан Аксель
- Nash — Нэш, Джордж Валентин
- Nasir — Eugene Nasir, 1908—1991
- Nath. — Натгорст, Альфред Габриель
- Naudin — Ноден, Шарль Виктор[211]
- Naumov — Наумов, Николай Александрович (учёный)
- Nazim. — S. Nazimuddin, fl. 1981
- Neck. — Неккер, Ноэль Жозеф де
- Née — Luis Née, 1734—1801[212]
- Nees — Нес фон Эзенбек, Христиан Готфрид Даниэль
- Nejburg — Нейбург, Мария Фёдоровна
- Neilr. — August Neilreich, 1803—1871
- Nemoto — Kwanji Nemoto, 1860—1936
- Ness — Helge Ness, 1861—1928
- Nessel — Hermann Nessel, 1877—1949
- Nesselh. — Rudolf Nesselhauf
- Neudecker — Tilman Neudecker, fl. 1993
- Neumann — Неманн, Жозеф Анри Франсуа
- Nevárez — Manuel Nevárez, 1966—[213]
- Nevski — Невский, Сергей Арсеньевич
- Newb. — Ньюберри, Джон Стронг
- Newman — Ньюман, Эдуард
- Nicolson — Николсон, Дэн Генри
- Niebuhr — Нибур, Карстен
- Nied. — Ниденцу, Франц Йозеф
- Nielsen — Peter Nielsen
- Nieuwl. — Ньюленд, Джулиус Артур
- Nimmo — Ниммо, Джозеф
- Nishikawa — Tsunehiko Nishikawa
- Nixon — Никсон, Кевин Кларк
- Nocca — Нокка, Доменико
- Nodder — Ноддер, Фредерик Полидор
- Noë — Ноэ, Фридрих Вильгельм[214]
- Nord. — Sten Roland Nordenstam, 1892—
- Nordensk. — Норденшельд, Адольф Эрик
- Nordh. — Нордхаген, Рольф
- Nordm. — Нордман, Александр фон
- Norl. — wikispecies:Nils Tycho Norlindh, 1906—1995
- Norton — wikispecies:John Bitting Smith Norton, 1872—1966
- Novikov — Новиков, Владимир Сергеевич
- Novopokr. — Новопокровский, Иван Васильевич
- Nutt. — Наттолл, Томас
- Nyl. — Нюландер, Вильям (лихенолог)
- Nyman — Нюман, Карл Фредрик

## O
- O'Brien — О’Брайен, Джеймс
- O'Kennon — R. J. O'Kennon, fl. 1997
- O.Berg — Берг, Отто Карл[215]
- O.Deg. — Дегенер, Отто
- O.E.Schulz — Шульц, Отто Ойген[216]
- O.F.Müll. — Мюллер, Отто Фредерик
- O.Fedtsch. — Федченко, Ольга Александровна
- O.Gruss — Olaf Gruss, fl. 1992
- O.Hoffm. — Гофман, Карл Август Отто
- O.J.Rudbeck — Рудбек, Улоф (старший)[10]
- O.K.Mill. — Миллер, Орсон Напп
- O.O.Rudbeck — Рудбек, Улоф (младший)[10]
- O.Schwarz — Шварц, Отто Карл Антон
- O.Targ.Tozz. — Тарджони Тоццетти, Оттавиано
- Oakeley — Окли, Генри Фрэнсис
- Oakes — Оукс, Уильям
- Oberh. — Ernst Oberholzer, 1886—1950
- Ochoa — es:Carlos Ochoa Nieves, 1920—2008
- Oerst. — Эрстед, Андерс Сандо (ботаник)
- Ohwi — Ои, Дзисабуро
- Oken — Окен, Лоренц
- Okuyama — яп. 奥山 春季 англ. Shunki Okuyama, 1909—1998
- Oliv. — Оливер, Дэниел (ботаник)
- Olivier — Оливье, Гийом Антуан
- Olmstead — Richard Glenn Olmstead, 1951—
- Olney — Олни, Стивен Тейер
- Opiz — Опиц, Филип Максимилиан
- Orazova — A.O. Orazova, 1928—
- Orchard — Anthony Edward Orchard, 1946—
- Orcutt — Оркатт, Чарльз Рассел
- Ørgaard — Marian Ørgaard, fl. 1991
- Orph. — Орфанидес, Теодор
- Ortega — Гомес де Ортега, Казимиро[217]
- Ortgies — Karl Eduard Ortgies, 1829—1916
- Ortiz-Cat. — Luis Ortiz-Catedral
- Ortm. — Anton Ortmann, 1801—1861
- Orzell — Steve L. Orzell, fl. 1989
- Osbeck — Осбек, Пер
- Ósk. — Ингимар Оускарссон
- Osipian — Осипян, Лия Левоновна
- Ostenf. — Остенфелль, Карл Хансен
- Otth — Отт, Карл Адольф
- Otto — Отто, Кристоф Фридрих
- Oudejans — Robertus Cornelis Hilarius Maria Oudejans, 1943—
- Oudem. — Удеманс, Корнель Антуан Абрагам
- Ovcz. — Овчинников, Павел Николаевич
- Ovrebo — Clark L. Ovrebo, fl. 1983

## P
- P.A.Smirn. — Смирнов, Павел Александрович (биолог)
- P.B.Kenn. — Patrick Beveridge Kennedy, 1874—1930[218]
- P.Beauv. — Пализо де Бовуа, Амбруаз Мари Франсуа Жозеф[219]
- P.Browne — Броун, Патрик[220]
- P.C.de Jong — Piet C. de Jong, fl. 1976
- P.C.S.Kumar — P. C. Suresh Kumar, fl. 2001
- P.D.Orton — Ортон, Питер Дарбишир
- P.E.Berry — Paul Edward Berry, 1952—
- P.F.Hunt — Peter Francis Hunt, 1936—
- P.G.Gaertn. — Гертнер, Готфрид[221]
- P.Gaertn. — Гертнер, Готфрид[221]
- P.H.Raven — Рейвен, Питер
- P.H.Weston — Уэстон, Питер Хенри
- P.J.Bergius — Бергиус, Петер Йонас
- P.J.Braun — Браун, Пьер Йозеф
- P.J.Cribb — Крибб, Филипп Джеймс
- P.K.Hsiao — Xiao Pei-Gen (Hsiao Pei-Ken), 1931—[222]
- P.Karst. — Карстен, Петер Адольф
- P.Kumm. — Куммер, Пауль
- P.Lawson — Peter Lawson, —1820
- P.Micheli — Микели, Пьер Антонио[10]
- P.N.Fraser — Patrick Neill Fraser, 1830—1905
- P.O.Karis — Per Ola Karis, 1955—
- P.Renault — Pierre Antoine Renault[фр.], 1750—1835
- P.Royen — de:Pieter van Royen, 1923—2002
- P.S.Green — Грин, Питер Шоу
- P.S.Short — Philip Sydney Short, 1955—
- P.Selby — Селби, Прайдокс Джон
- P.Silva — António Rodrigo Pinto da Silva, 1912—1992
- P.Wilson — Уилсон, Перси

- Pabst — Пабст, Гиду Фредерику Жуан
- Pachom. — Пахомова, М. Г.
- Pacz. — Пачоский, Иосиф Конрадович
- Paine — Пейн, Джон Олсоп
- Pak — Jae Hong Pak, fl. 1992
- Palacký — Johann Baptiste (Jan) Palacký, 1830—1908[223]
- Palib. — Палибин, Иван Владимирович
- Pall. — Паллас, Петер Симон
- Palla — Палла, Эдуард
- Palmer — Палмер, Эдвард (ботаник)
- Palmgr. — Палмгрен, Алвар
- Pamp. — Пампанини, Ренато
- Pančić — Панчич, Йосиф
- Pancher — Панше, Жан Арман Изидор
- Pangalo — Пангало, Константин Иванович
- Pant. — Панточек, Йожеф
- Pantl. — Пэнтлинг, Роберт
- Panz. — Панцер, Георг Вольфганг Франц
- Papini — Alessio Papini, 1964—
- Pappe — Паппе, Карл Вильгельм Людвиг
- Parl. — Парлаторе, Филиппо
- Parry — Пэрри, Чарльз Кристофер
- Parsa — Парса, Ахмад
- Pascher — Пашер, Адольф
- Pasq. — Паскуале, Джузеппе Антонио
- Pat. — Патуйяр, Нарсис Теофиль
- Paterson — Патерсон, Уильям (путешественник)
- Patrin — Патрин, Эжен Луи Мельхиор[224]
- Pau — Пау, Карлес
- Paul G.Wilson — Уилсон, Пол Грэм[225]
- Pav. — Павон, Хосе
- Pavlov — Павлов, Николай Васильевич (ботаник)[226]
- Pax — Пакс, Фердинанд Албин
- Paxton — Пэкстон, Джозеф[227]

- Peattie — en:Donald C. Peattie, 1898—1964
- Peck — Пек, Чарльз Хортон
- Pedley — Педли, Лесли
- Pegler — David Norman Pegler, 1938—
- Pellegr. — Пеллегрин, Франсуа
- Pellet. — Пеллетье, Пьер Жозеф
- Pennell — Пеннелл, Фрэнсис Уиттиер[228]
- Percival — Персиваль, Джон
- Pérez de la Rosa — Jorge A. Pérez de la Rosa, 1955—
- Perfil. — Перфильев, Иван Александрович
- Perleb — Перлеб, Карл Юлиус
- Perr. — Перротте, Жорж Самюэль
- Pers. — Персон, Христиан Генрих
- Peschkova — Пешкова, Галина Александровна
- Pescott — Пескотт, Эдвард Эдгар
- Petagna — Петанья, Винченцо
- Peter — Петер, Густав Альберт
- Peterm. — Петерман, Вильгельм Людвиг
- Petitm. — Marcel Georges Charles Petitmengin, 1881—1908
- Petr. — Петрак, Франц[229]
- Petrov — Петров, Всеволод Алексеевич
- Petrovič — Петрович, Сава
- Petunn. — Петунников, Алексей Николаевич
- Peyr. — Johann Joseph Peyritsch, 1835—1889

- Pfeff. — Пфеффер, Вильгельм
- Pfeiff. — Пфайффер, Людвиг
- Pfister — wikispecies:Donald H. Pfister, 1945—
- Pfitzer — Пфицер, Эрнст[230]
- Phil. — Филиппи, Рудольф Амандус[231]
- Philipson — William Raymond Philipson[исп.], 1911—1997
- Phillips — Филлипс, Генри (ботаник)
- Phipps — Фиппс, Константин Джон
- Piearce — Graham D. Piearce, fl. 1980
- Pic.Serm. — Пики Сермолли, Родольфо Эмильо Джузеппе
- Pichon — Пишон, Марсель
- Pickett — Пикетт, Фермен Лейтон
- Pierre — Пьер, Жан Батист Луи
- Pigott — Christopher Donald Pigott, 1928—
- Pilg. — Пильгер, Роберт Кнуд Фридрих[232]
- Pillans — Пиллэнс, Невилл Стюарт[233]
- Piller — Пиллер, Матиас
- Pimenov — Пименов, Михаил Георгиевич
- Piper — Пипер, Чарльз Ванкувер
- Pippen — Richard W. Pippen, 1935—
- Pires — João Murça Pires, 1916—1994
- Pittier — Питтье, Анри Франсуа
- Playfair — George Israel Playfair, 1871—1922
- Planch. — Планшон, Жюль Эмиль
- Plowman — de:Timothy Plowman, 1944—1989
- Plum. — Плюмье, Шарль[10]

- Pobed. — Победимова, Евгения Георгиевна
- Pocock — Покок, Мэри Агард
- Podlech — es:Dieter Podlech, 1931—
- Podp. — Подпера, Йозеф
- Poelln. — Пёлльниц, Карл фон
- Poepp. — Пёпиг, Фридрих Эдуард
- Pohl — Поль, Иоганн Баптист Эмануэль
- Pohle — Поле, Рихард Рихардович
- Poggenb. — Поггенберг, Юстус Фердинанд
- Poir. — Пуаре, Жан-Луи Мари
- Poit. — Пуато, Пьер Антуан
- Poivre — Пуавр, Пьер
- Pojark. — Пояркова, Антонина Ивановна
- Polozhij — Положий, Антонина Васильевна
- Poljakov — Поляков, Пётр Петрович
- Pollard — Поллард, Чарльз Луис
- Pollock — James Barklay Pollock, 1863—1934
- Polunin — Nicholas Vladimir Polunin, 1909—1997
- Pomel — Помель, Огюст Николя
- Ponted. — Понтедера, Джулио[234]
- Popov — Попов, Михаил Григорьевич
- Porter — Портер, Томас Конрад
- Posada-Ar. — Andres Posada-Arango, 1859—1923
- Poselg. — Посельгер, Генрих
- Postels — Постельс, Александр Филиппович
- Potanin — Потанин, Григорий Николаевич
- Pourr. — Пурре, Пьер Андре
- Pouzar — Поузар, Зденек[235]
- Pozdeeva — Поздеева, Н. Г., 1913—

- Praeger — Прегер, Роберт Ллойд
- Prain — Прэйн, Дэвид
- Prance — Пранс, Гиллиан
- Prantl — Прантль, Карл Антон Ойген
- Pringsh. — Прингсхайм, Натанаель
- Pritz. — Прицель, Георг Август
- Progel — August Progel, 1829—1889
- Prokh. — Проханов, Ярослав Иванович
- Prokudin — Прокудин, Юрий Николаевич
- Prosk. — Проскауер, Иоганнес Макс
- Puff — Пуфф, Кристиан
- Pugsley — Пагсли, Герберт Уильям[236]
- Pulle — Пулле, Август Адриан
- Pupulin — Пупулин, Франко
- Purdy — Парди, Карлтон Элмер
- Purk. — Пуркине, Эмануэль фон
- Pursh — Пурш, Фредерик Трауготт
- Pyck — Nancy Pyck, fl. 1998

## Q
- Q.L.Wang — Qing Li Wang, 1954—
- Q.Lin — Qi Lin, 1957—
- Qaiser — Mohammad Qaiser, 1946—
- Quadr. — Livio Quadraccia, 1958—
- Quehl — Квель, Леопольд
- Quél. — Келе, Люсьен
- Quentin — es:P. Quentin, fl. 1993
- Quentin — Pierre Quentin, 1954—
- Quinn — Christopher John Quinn, 1936—
- Quisumb. — en:Eduardo Quisumbing, 1895—1986

## R
- R.A.Askerova — R. A. Askerova, fl. 2001
- R.A.Dyer — Дайер, Роберт Аллен
- R.A.W.Herrm. — Rudolf Albert Wolfgang Herrmann, 1885—
- R.Br. — Броун, Роберт
- R.Cunn. — Каннингем, Ричард
- R.D.Good — Гуд, Роналд
- R.Dahlgren — Дальгрен, Рольф
- R.E.Fr. — Фриз, Роберт Элиас
- R.E.Regel — Регель, Роберт Эдуардович
- R.E.Schult. — Шултс, Ричард Эванс
- R.E.Sm. — Ralph Elliott Smith, 1874—1953
- R.Escobar — Rodrigo Escobar, fl. 1978
- R.Geesink — Гесинк, Роберт (ботаник)
- R.Gruber — Rudolf Gruber
- R.H.Schomb. — Шомбург, Роберт Герман[237]
- R.Heim — Эйм, Роже Жан
- R.I.Schröd. — Шредер, Рихард Иванович
- R.Kiesling — Кислинг, Роберто
- R.L.Hartm. — Ronald Lee Hartman, 1945—
- R.M.Harper — Roland McMillan Harper, 1878—1966
- R.M.King — Robert Merrill King, 1930—2007
- R.M.Patrick — Патрик, Рут Миртл
- R.M.Sm. — Rosemary Margaret Smith, 1933—2004
- R.M.Tryon — Rolla Milton Tryon, 1916—2001
- R.O.Makinson — Robert Owen Makinson, 1956—
- R.R.Haynes — Robert Ralph Haynes, 1945—
- R.R.Mill — Robert Reid Mill, 1950—
- R.Rice — Rod Rice, fl. 1998
- R.Ross — Robert Ross, 1912—2005
- R.S.Beaman — Reed Schiele Beaman, 1961—
- R.S.Cowan — Коуэн, Ричард Самнер
- R.Schust. — Rudolf Mathias Schuster, 1921—[238]
- R.T.Baker — Бейкер, Ричард Томас
- R.Takase — Roberto Takase, fl. 2000
- R.Taylor — Тейлор, Ричард (ботаник)
- R.Townson — Таунсон, Роберт
- R.Uechtr. — Ихтриц, Рудольф Карл Фридрих фон[239]
- R.V.Valmayor — Ramon V. Valmayor, 1931—
- R.Vig. — Вигье, Рене[240]
- R.W.K.Holland — Roger W. K. Holland
- R.Wilczek — Вильчек, Рудольф
- Rabenh. — Рабенгорст, Готтлоб Людвиг
- Racib. — Рациборский, Мариан
- Radde — Радде, Густав Иванович
- Raddi — Радди, Джузеппе
- Radlk. — Радлькофер, Людвиг
- Raenko — Раенко, Лариса Михайловна
- Raeusch. — wikispecies:Ernst Adolf Räuschel, 1772—1797
- Raf. — Рафинеск, Константин Самюэль
- Rafn — Рафн, Карл Готтлоб
- Raikova — Райкова, Илария Алексеевна
- Raimondi — Раймонди, Антонио
- Raithelh. — Jöкg Raithelhuber, 1931—
- Raitv. — Райтвиир, Айн
- Ramat. — wikispecies:Thomas Albin Joseph d'Audibert de Ramatuelle, 1750—1794
- Ramond — Рамон де Карбонньер, Луи
- Raoul — Рауль, Этьен Фьякр Луи
- Rapaics — Рапаич, Раймунд
- Rappa — F. Rappa, fl. 1950s
- Rasbach — Расбах, Хельга
- Rataj — Ратай, Карел
- Rauh — Рау, Вернер
- Raunk. — Раункиер, Христен
- Rauschert — Раушерт, Стефан
- Rauwolff — Раувольф, Леонард[10]
- Rawson — Роусон, Уильям Роусон
- Ray — Рэй, Джон (натуралист)[10]
- Rchb. — Райхенбах, Генрих Готлиб Людвиг[241]
- Rchb.f. — Райхенбах, Генрих Густав
- Read — Рид, Роберт Уильям[242]
- Rebr. — Ребрикова, Наталия Львовна
- Rech. — Рехингер, Карл
- Rech.f. — Рехингер, Карл Хайнц
- Record — Рекорд, Сэмюэл Джеймс
- Redouté — Редуте, Пьер-Жозеф
- Regel — Регель, Эдуард Людвигович
- Rehder — Редер, Альфред[243]
- Rehm — Рем, Генрих
- Reiche — Райхе, Карл Фридрих
- Reichst. — Рейхштейн, Тадеуш
- Reinw. — Рейнвардт, Каспар Георг Карл
- Rendle — Рендл, Альфред Бартон
- Renner — Реннер, Отто
- Retz. — Рециус, Андерс Яхан
- Reut. — Рете, Жорж Франсуа
- Reveal — Ривил, Джеймс Лауриц
- Reverd. — Ревердатто, Виктор Владимирович
- Reynolds — Рейнолдс, Гилберт Вестакотт
- Rgl. — Регель, Эдуард Людвигович
- Ricardi — Рикарди Салинас, Марио
- Riccob. — Риккобоно, Винченцо
- Rich. — Ришар, Луи Клод
- Richardson — Ричардсон, Джон
- Rick — Рик, Иоганн
- Ridl. — Ридли, Генри Николас
- Ridsdale — Ридсдэйл, Колин Эрнест
- Riedel — Ридель, Людвиг
- Riedl — Ридль, Харальд Удо фон[244]
- Říha — Ржига, Ян[245]
- Riv. — Ривинус, Августус Квиринус[10]
- Rivière — wikispecies:Marie Auguste Rivière, 1821—1877[246]
- Rix — Рикс, Мартин
- Rizzini — Риззини, Карлос Толедо
- Rob. — Робинсон, Вильям[247]
- Roberty — Guy Edouard Roberty[фр.], 1907—1971
- Robyns — Робинс, Франс Хуберт Эдуард Артур Вальтер
- Rochel — Рошель, Антон
- Rock — Рок, Джозеф
- Rockley — Амхерст, Алисия
- Rodigas — Родига, Эмиль
- Rodion. — Родионенко, Георгий Иванович
- Rodr. — Родригес, Хосе Деметрио
- Rodway — Родуэй, Леонард
- Roem. — Рёмер, Иоганн Якоб
- Roezl — Рёцль, Бенедикт
- Rogow. — Рогович, Афанасий Семёнович
- Röhl. — Рёлинг, Иоганн Кристоф
- Rohlena — Роглена, Йозеф
- Rohr — Julius Philip Benjamin von Rohr, 1737—1793
- Rohrb. — Рорбах, Пауль (ботаник)
- Rojas — Рохас Вера, Теодоро
- Rojo — Justo P. Rojo, 1935—
- Rol. — Роландер, Даниель
- Rolfe — Ролфе, Роберт Аллен
- Rollins — Роллинз, Рид Кларк
- Ronse — A. Ronse, fl. 1993
- Ronse Decr. — Ронз-Декран, Луи-Филипп
- Roof — Руф, Джеймс Б.
- Roscoe — Роскоу, Уильям
- Rose — Роуз, Джозеф Нельсон
- Rosén — Розен, Юхан Петер
- Roshk. — Рожкова, Ольга Ивановна
- Roshev. — Рожевиц, Роман Юльевич[248]
- Rostk. — Ростковиус, Фридрих Вильгельм Готтлиб
- Roth — Рот, Альбрехт Вильгельм
- Rothm. — Ротмалер, Вернер
- Rothman — Ротман, Йоран
- Roeth — Jürgen Röth, fl. 1978
- Rostovzev — Ростовцев, Семён Иванович
- Rothr. — Joseph Trimble Rothrock, 1839—1922
- Rottb. — Роттбёлль, Кристен Фриис
- Rousseau — Руссо, Жан Жак
- Roussel — Руссель, Анри Франсуа Анн де
- Rouy — Руи, Жорж
- Roxb. — Роксбер, Уильям[249]
- Royle — Ройл, Джон Форбс
- Rozanov — Розанов, Сергей Матвеевич
- Rozier — Розье, Жан
- Rübel — Рюбель, Эдуард
- Rudall — Paula J. Rudall, 1954—
- Rudge — Радж, Эдвард
- Rudolph — Рудольф, Иоганн Генрих
- Rudolphi — Рудольфи, Карл Асмунд[250]
- Ruiz — Руис Лопес, Иполито
- Rümpler. — Рюмплер, Карл Теодор
- Rumph. — Румф, Георг Эберхард[10]
- Rupr. — Рупрехт, Франц Иванович[251]
- Rusby — Расби, Генри Хёрд
- Russow — Руссов, Эдмунд
- Rydb. — Ридберг, Пер Аксель
- Rzazade — Рзазаде, Рза Яхья-оглы
- Ržonsn. — Ржонсницкая, Мария Адольфовна
- Rzed. — Жедовский, Ежи

## S
- S.A.Graham — Shirley Ann Tousch Graham, 1935—
- S.Andrews — Susyn M. Andrews, 1953—
- S.B.Jundz. — Юндзилл, Станислав Бонифацы
- S.D.Deshp. — Sandhya D. Deshpande, fl. 1979
- S.D.Sundb. — Сандберг, Скотт
- S.E.C.Sierra — S. E. C. Sierra, fl. 2000
- S.F.Blake — Блейк, Сидни Фей[252]
- S.F.Gray — Грей, Сэмюэл Фредерик[253]
- S.G.Gmel. — Гмелин, Самуил Готлиб
- S.G.M.Carr — Фосетт-Карр, Мэйзи
- S.H.Cheng — Чжэн Сысюй
- S.J.Zhang — Чжан Шуцзе
- S.Knapp — Кнапп, Сандра
- S.Ko — Sung Chul Ko, fl. 1993[254]
- S.Krasch. — Крашенинников, Степан Петрович
- S.L.Chen — Чэнь Шоулян
- S.Matsum. — Shorien Matsumura, 1872—1960
- S.Moore — Мур, Спенсер Ле Марчант
- S.R.Sriniv. — S. R. Srinivasan, 1943—
- S.S.Chien — Чхинь Сунсю
- S.T.Blake — Блейк, Стэнли Тэтчер
- S.Vidal — Sebastian Vidal, 1842—1889
- S.Watson — Ватсон, Серено[255]
- S.Ya.Sokolov — Соколов, Сергей Яковлевич (ботаник)

- Sabine — Сэбин, Джозеф
- Sacc. — Саккардо, Пьетро-Андреа
- Sachs — Сакс, Юлиус фон
- Sadovsky — Otakar Sadovský, 1893—1990
- Sagást. — Abundio Sagástegui, 1932—[256]
- Sagot — Саго, Поль Антуан
- Sahlb. — Зальберг, Карл Рейнгольд
- Sahni — Сахни, Бирбал
- Salisb. — Салисбери, Ричард Энтони
- Salm-Dyck — Сальм-Райффершайдт-Дик, Йозеф
- Saltonst. — Kristin Saltonstall, fl. 2004
- Salzm. — Зальцман, Филипп
- Sambuc — Camille Sambuc, 1859—
- Sambuk — Самбук, Феодосий Викторович
- Samp. — Сампайо, Гонсалу Антониу да Силва Феррейра
- Sander — Сандер, Генри Фредерик Конрад
- Sandwith — Сандуит, Ноэл Иври
- Saposhn. — Сапожников, Василий Васильевич
- Sarg. — Сарджент, Чарльз Спрэг
- Sargant — Саржант, Этель
- Saunders — Сондерс, Уильям Уилсон
- Sauss. — Соссюр, Орас Бенедикт де
- Sav. — Саватье, Поль Амеде Людовик
- Savi — Сави, Гаэтано
- Savign. — Francesco Savignone, 1818—
- Savigny — Савиньи, Мария Юлий Цезарь Лелорн

- Scepin — Щепин, Константин Иванович
- Sch.Bip. — Шульц, Карл Генрих[257]
- Schaeff. — Шеффер, Якоб Кристиан[258]
- Schalkw. — Joost Schalkwijk, fl. 1982
- Schangin — Шангин, Пётр Иванович
- Schauer — Шойер, Иоганнес Конрад
- Scheele — Шееле, Джордж Генрих Адольф
- Scheff. — Шеффер, Рудольф Херман Христиан Карел
- Scheidw. — Шайдвайлер, Мишель Жозеф Франсуа
- Schelle — Шелле, Эрнст
- Schelver — Шельфер, Франц
- Schenk — Шенк, Август (ботаник)
- Scherb. — Шербиус, Йоханнес
- Schiede — Шиде, Кристиан Юлиус Вильгельм
- Schinz — Шинц, Ханс
- Schischk. — Шишкин, Борис Константинович
- Schkuhr — Шкур, Кристиан[259]
- Schltdl. — Шлехтендаль, Дидерих Франц Леонард фон[260]
- Schleich. — Шляйхер, Иоганн Кристоф
- Schleid. — Шлейден, Маттиас
- Schloss. — Шлоссер-Клековский, Иосип Каласанцие
- Schlothg. — Шлотгауэр, Светлана Дмитриевна
- Schltr. — Шлехтер, Фридрих Рихард Рудольф
- Schmalh. — Шмальгаузен, Иван Фёдорович
- Schmidel — Шмидель, Казимир Христоф
- Schmidt — Шмидт, Франц (ботаник)
- Schnack — Benno Julio Christian Schnack, 1910—1981
- Schnee — Ludwig Schnee, 1908—1975
- Schodde — Шодд, Ричард
- Schönb.-Tem. — Eva Schönbeck-Temesy, 1930—
- Schönland — Шёнланд, Зельмар
- Schott — Шотт, Генрих Вильгельм
- Schousb. — Скоусбоэ, Петер Кофод Анкер
- Schouw — Скоу, Йоаким Фредерик
- Schrad. — Шрадер, Генрих Адольф
- Schrank — Шранк, Франц фон Паула
- Schreb. — Шребер, Иоганн Христиан фон
- Schrenk — Шренк, Александр Иванович
- Schrire — Brian David Schrire, 1953—
- Schrödinger — Шрёдингер, Рудольф
- Schult. — Шультес, Йозеф Август[261]
- Schult.f. — Шультес, Юлиус Герман
- Schultz Sch. — Шульц-Шульценштайн, Карл Генрих
- Schulzer — Шульцер, Штефан
- Schum. — Шуман, Юлиус Генрих Карл
- Schumach. — Шумахер, Кристиан Фридрих
- Schur — Шур, Филипп Иоганн Фердинанд
- Schwabe — Швабе, Генрих
- Schwantes — Швантес, Густав
- Schweick. — Швайккердт, Герольд Георг Вильгельм Иоганнес
- Schweigg. — Швейггер, Август Фридрих
- Schweinf. — Швейнфурт, Георг Август
- Schwend. — Швенденер Симон
- Schwer. — Fritz Kurt Alexander von Schwerin, 1856—1934
- Schych. — Шиховский, Иван Осипович
- Scop. — Скополи, Джованни Антонио
- Scribn. — Скрибнер, Фрэнк Лэмсон
- Sdobnina — Сдобнина Л. И., fl. 1973

- Sealy — Сили, Джозеф Роберт
- Sebast. — Себастьяни, Франческо Антонио
- Sebeók — Alexander(Sándor) Sebeók de Szent-Miklós, fl. 1780
- Secr. — Секретан, Луи
- Seem. — Земан, Бертольд Карл
- Ség. — Сегье, Жан-Франсуа
- Seid. — Christiane Eva Seidenschnur, 1944—
- Seidenf. — Сейденфаден, Гуннар
- Seidl — Зайдль, Венцель Бенно
- Seidlitz — Nicolai Karlovič (Karl Samuel) Seidlitz, 1831—1930
- Selander — Селандер, Стен
- Sello — Hermann Ludwig Sello, 1800—1876
- Sellow — Зелло, Фридрих[262]
- Selvi — Federico Selvi, 1966—
- Semen. — Семёнов-Тян-Шанский, Пётр Петрович
- Semple — John Cameron Semple, 1947—
- Seneb. — Сенебье, Жан
- Senghas — Karlheinz Senghas, 1928—2004
- Senft — Зенфт, Фердинанд
- Sennen — Гранье-Блан, Этьен Марселен
- Sennikov — Сенников, Александр Николаевич
- Ser. — Серенж, Николя Шарль
- Serbinow — Сербинов, Иван Львович
- Serg. — Сергиевская, Лидия Палладиевна
- Serebr. — Серебрякова, Татьяна Ивановна
- Sessé — Сессе и Лакаста, Мартин
- Seub. — Зойберт, Мориц Август
- Shafer — Шефер, Джон Адольф
- Shaw — Шоу, Джордж Рассел
- Shear — Шир, Корнелиус Лотт
- Sherff — Шерфф, Эрл Эдвард
- Shim — Phyau Soon Shim, fl. 1982
- Shiras. — Сирасава, Хоми
- Shuttlew. — Шаттлуорт, Роберт Джеймс

- Sibth. — Сибторп, Джон
- Siebold — Зибольд, Филипп Франц фон[263]
- Sieber — Зибер, Франц Вильгельм
- Sillans — Roger Sillans, fl. 1952
- Sim — Сим, Томас Робертсон
- Simon — Симон, Эжен
- Simonk. — Шимонкаи, Лайош
- Simonov. — L. G. Simonovicz, 1926—
- Sims — Симс, Джон
- Singer — Зингер, Рольф[264]
- Sinskaya — Синская, Евгения Николаевна
- Sint. — Синтенис, Пауль Эрнст Эмиль
- Sipliv. — Сипливинский, Владимир Николаевич
- Širj. — Ширяев, Григорий Иванович[265]
- Skeels — Скилс, Гомер Коллэр
- Skottsb. — Скоттсберг, Карл Юхан Фредрик
- Skvortsov — Скворцов, Борис Васильевич
- Slavíková — Zdeňka Slavíková, 1935—
- Sloane — Слоан, Ганс[10]
- Slooten — Слотен, Дирк Фок ван
- Sm. — Смит, Джеймс Эдвард
- Small — Смол, Джон Кункел
- Smiel. — Смеловский, Тимофей Андреевич
- Smitinand — Tem Smitinand, 1920—1995
- Smoljan. — Смольянинова, Л. А., 1904—
- Snell — Снелл, Уолтер Генри

- Sobolevsk. — Соболевская, Кира Аркадьевна
- Soczava — Сочава, Виктор Борисович
- Soderstr. — Сёдерстрём, Томас Роберт
- Sojak — Сояк, Иржи
- Sol. — Соландер, Даниэль Карлссон[266]
- Solem. — Золемахер-Антвейлер, Виктор фон[267]
- Soler. — Золередер, Ханс
- Solms — Сольмс-Лаубах, Герман цу
- Sommerf. — Соммерфельт, Сёрен Кристиан
- Sommier — итал. Carlo Pietro Stefano Sommier, 1848—1922[268]
- Sond. — Зондер, Отто Вильгельм
- Song. — André Songeon, 1826—1905
- Songeon — Сонжон, Андре
- Sonn. — Соннера, Пьер
- Soó — Шоо, Режё[269]
- Sosn. — Сосновский, Дмитрий Иванович
- Soto Arenas — Сото Аренас, Мигель Анхель
- Spach — Спаш, Эдуар
- Spae — Dieudonné Spae, 1819—1858
- Spall. — Спалланцани, Ладзаро
- Sparre — Спарре, Бенгт
- Sparrm. — Спаррман, Андерс
- Speg. — Спегаццини, Карло Луиджи
- Sperk — Шперк, Густав Фёдорович
- Speta — Шпет, Франц
- Spix — Спикс, Иоганн Баптист фон
- Sprague — Спрэг, Томас Арчибальд
- Spring — Спринг, Антуан Фредерик
- Spreng. — Шпренгель, Курт
- Spruce — Спрус, Ричард
- Sprygin — Спрыгин, Иван Иванович

- St.-Amans — Будон де Сент-Аман, Жан Флоримон
- St.-Lag. — Сен-Лаже, Жан Батист
- Stackh. — Стекхауз, Джон
- Stahl — Сталь, Кристиан Эрнст
- Standl. — Стэндли, Пол Карпентер
- Stankov — Станков, Сергей Сергеевич
- Stapf — Штапф, Отто
- Starling — B. N. Starling, fl. 1985
- Staude — Friedrich Staude, —1861
- Stearn — Стирн, Уильям Томас
- Stebbins — Стеббинс, Джордж Ледьярд
- Stechm. — Штехман, Иоганнес Пауль[270]
- Steenstr. — Стенструп, Япетус
- Steetz — Штец, Иоахим
- Steller — Стеллер, Георг Вильгельм
- Stellfeld — Carlos Stellfeld, 1900—1970
- Stef. — Стефанов, Борис (ботаник)
- Stefani — Carlo de Stefani, 1851—1924
- Stein — Berthold Stein, 1847—1899
- Steinb. — Штейнберг, Елизавета Ивановна
- Steinh. — Штейнгейль, Адольф
- Steinm. — Штейнман, Иоганн Генрих Конрад Готфрид Густав
- Stepanov — Степанов, Николай Витальевич
- Steph. — Штефани, Франц
- Stephan — Стефан, Христиан-Фридрих
- Stergios — Basil Stergios, fl. 1996
- Sternb. — Штернберг, Каспар Мария фон
- Steud. — Штёйдель, Эрнст Готлиб
- Steven — Стевен, Христиан Христианович)[271]
- Steyerm. — Стейермарк, Джулиан Альфред
- Stewart — Robert Stewart, 1811—1865
- Stocks — Стокс, Джон Эллертон
- Stoj. — wikispecies:Nikolai Andreev Stojanov, 1883—1968[272]
- Stoker — Fred Stoker, 1878—1943
- Stokes — Стоукс, Джонатан
- Stork — Adélaïde Louise Stork, 1937—
- Strasb. — Страсбургер, Эдуард
- Straw — Richard Myron Straw, 1926—
- Strempel — Johannes Karl(Carl) Friedrich Strempel, 1800—1872
- Strid — Стрид, Арне
- Strother — wikispecies:John Lance Strother, 1941—
- Struwe — Lena Struwe, fl. 1994
- Stschegl. — Щеглеев, Сергей Сергеевич
- Studnička — Miloslav Studnička, 1949—[273]
- Stuntz — Стунц, Стивен Конрад
- Sturm — Штурм, Якоб
- Styles — Brian Thomas Styles, 1936—1993

- Sudw. — George Bishop Sudworth, 1864—1927
- Sünd. — Franz Sündermann, 1864—1946[274]
- Sudzuki — Судзуки, Фуса
- Suess. — Сюссенгут, Карл[275]
- Sugim. — Сугимото, Дзюнъити
- Sukaczev — Сукачёв, Владимир Николаевич
- Sumnev. — wikispecies:Georgji Prokopievič Sumnevicz, 1909—1947
- Suringar — Сурингер, Виллем Фредерик Райнир[276]
- Suter — Зутер, Иоганн Рудольф
- Svent. — Свентениус, Эрик Свенссон
- Sw. — Сварц, Петер Улоф
- Sweet — Свит, Роберт
- Swingle — Суингл, Уолтер Теннисон
- Swinhoe — Свайно, Роберт
- Symington — Colin Fraser Symington, 1905—1943
- Sytin — Сытин А. К., 1953—
- Szlach. — Шляхетко, Дариуш
- Szafer — Шафер, Владислав
- Szyszył. — en:Ignaz von Szyszyłowicz, 1857—1910[277]

## T
- T.Anderson — Андерсон, Томас (ботаник)
- T.Baines — Thomas Baines, 1823—1895
- T.Bastard — Thom. Bastard, —1815
- T.C.Chang — Ting Chien Chang, fl. 1981
- T.Cooke — Theodore Cooke, 1836—1910
- T.D.Penn. — Terence Dale Pennington, 1938—
- T.Durand — Дюран, Теофиль Алексис
- T.F.Forst. — Thomas Furley Forster, 1761—1825
- T.F.Patt. — Thomas F. Patterson, fl. 1996
- T.G.Hartley — Хартли, Томас Гордон
- T.G.Popova — Попова, Татьяна Григорьевна
- T.Itô — Tokutarô Itô, 1868—1941[278]
- T.Knight — Найт, Томас
- T.Lestib. — Thémistocle Gaspard Lestiboudois, 1797—1876
- T.Mey. — Мейер, Теодоро
- T.Moore — Мур, Томас[279]
- T.Miyake — Миякэ, Цутому
- T.N.Lakh. — T.N. Lakhanpal, fl. 1968
- T.P.Lin — Tsan Piao Lin, fl. 1975
- T.R.Bradley — Ted Ray Bradley, 1940—
- T.S.Liu — Tang Shui (T'ang Jui; Rui; Shui) Liu, 1911—
- T.V.Egorova — Егорова, Татьяна Владимировна[280]
- Tabern. — Якоб Теодор Табернемонтанус[10]
- Takaki — Такаки, Нориво
- Takeda — Hisayoshi Takeda, 1883—1972
- Taken. — Makoto Takenouchi, 1894—
- Takht. — Тахтаджян, Армен Леонович
- Talavera — Salvador Talavera Lozano, 1945—
- Taliev — Талиев, Валерий Иванович
- Tamamsch. — Тамамшян, Софья Георгиевна
- Tamura — Michio Tamura, 1927—2007
- Tanfil. — Танфильев, Гавриил Иванович
- Tang — кит. 唐进, wikispecies:Tsin Tang, 1897—1984
- Tärnström — Тэрнстрём, Кристофер
- Tat. — Татаринов, Александр Алексеевич
- Tate — Тэйт, Ральф
- Tatew. — Татеваки, Мисао
- Taub. — Тауберт, Пауль Герман Вильгельм
- Tausch — Тауш, Игнац Фридрих
- Tavel — (Rudolf) Franz von Tavel, 1863—1941
- Tebbs — Margaret C. Tebbs, 1948—
- Teijsm. — Тейсманн, Йоханнес Элиас
- Ten. — Теноре, Микеле
- Teusch. — Heinrich (Henry) Teuscher, 1891—1984
- Th.Wolf — Вольф, Франц Теодор
- Thaxt. — Тэкстер, Роланд
- Thell. — Теллунг, Альберт
- Therese — Тереза Баварская
- Thomé — Томе, Отто Вильгельм
- Thomson — Томсон, Томас[281]
- Thonn. — Тоннинг, Петер
- Thorel — Clovis Thorel, 1833—1911
- Thorne — Торн, Роберт Фолджер
- Thouars — Дю Пети-Туар, Луи Мари Обер[282]
- Thouin — Туэн, Андре
- Thuill. — Тюилье, Жан Луи
- Thumanjan — Туманян, Михаил Галустович
- Thunb. — Тунберг, Карл Петер
- Thwaites — Твейтс, Джордж Генри Кендрик
- Tiegh. — Тиегхам, Филипп Эдуард Леон ван
- Tiling — es:Heinrich Sylvester Theodor Tiling, 1818—1871
- Tillandz — Тилландс, Элиас[10]
- Tilli — Тилли, Микеланджело[10]
- Timm — Тимм, Йоахим Кристиан
- Tirveng. — Deva D. Tirvengadum, fl. 1986
- Tischer — Arthur Tischer, 1895—2000
- Tod. — Тодаро, Агостино[283]
- Toelken — wikispecies:Helmut Richard Toelken, 1939—[284]
- Tolm. — Толмачёв, Александр Иннокентьевич
- Tomb — Andrew Spencer Tomb, 1943—
- Toml. — Томлинсон, Филип Барри
- Torén — Торен, Улоф
- Torr. — Торри, Джон
- Torre — wikispecies:Antonio Rocha da Torre, 1904—
- Tourn. — Питтон де Турнефор, Жозеф[10]
- Trab. — Трабю, Луи Шарль
- Trad. — Традескант, Джон, младший[10]
- Tranzschel — Траншель, Владимир Андреевич
- Tratt. — Тратинник, Леопольд
- Traub — Троб, Гамильтон Пол
- Trautv. — Траутфеттер, Рудольф Эрнестович
- Trel. — Трелис, Уильям
- Trevir. — Тревиранус, Лудольф Кристиан
- Trew — Трев, Кристоф Якоб
- Triana — Триана, Хосе Херонимо
- Trin. — Триниус, Карл Бернхард
- Trueblood — Ellen Trueblood, fl. 1972
- Tschermak — Чермак-Зейзенегг, Эрих[285]
- Tschern. — S.S. Tschernetzkaja, fl. 1929
- Tscherneva — Чернева, Ольга Владимировна
- Tsitsin — Цицин, Николай Васильевич
- Tswett — Цвет, Михаил Семёнович
- Tuck. — Такерман, Эдвард
- Tul. — Тюлан, Луи Рене
- Turcz. — Турчанинов, Николай Степанович
- Turra — Турра, Антонио
- Turrill — Тёррилл, Уильям Бертрам[286]
- Tutcher — William James Tutcher, 1867—1920
- Tuyama — Takasi Tuyama, 1910—2000
- Tuzson — Тужон, Янош
- Tzvelev — Цвелёв, Николай Николаевич

## U
- U.Hamann — Ulrich  Hamann, 1931—
- Ucria — Укрия, Бернардино да
- Udachin — R.A. Udachin, fl. 1972
- Uechtr. — wikispecies:Maximilian Friedrich Sigismund von Uechtritz, 1785—1851[287]
- Uglitzk. — wikispecies:Alexander N. Uglitzkich, 1876—
- Ulbr. — Ульбрих, Оскар Эберхард
- Underw. — Андервуд, Люсьен Маркус
- Ung.-Sternb. — фр. Franz Ungern-Sternberg, 1808—1885
- Upson — T.M. Upson, fl. 1996
- Urb. — Урбан, Игнац
- Urbatsch — wikispecies:Lowell Edward Urbatsch, 1942—
- Urum. — Ivan Kiroff Urumoff, 1856—1937
- Urussov — V. M. Urussov, 1943—
- Uyeki — Homiki Uyeki, 1882—

## V
- V.A.Albert — Victor A. Albert, fl. 1992[288]
- V.A.Funk — Victoria Ann Funk, 1947—
- V.A.Nikitin — Никитин, Владимир Алексеевич (ботаник)
- V.Cordus — Кордус, Валерий[10]
- V.E.Avet. — В. Е. Аветисян, 1928—
- V.I.Krecz. — Кречетович, Виталий Иванович
- V.M.Badillo — Бадильо, Виктор Мануэль
- V.N.Vassil. — Васильев, Виктор Николаевич (ботаник)
- V.V.Botschantz. — Бочанцева, Вера Викторовна
- Vahl — Валь, Мартин
- Vahram. — Вахрамеев, Всеволод Андреевич
- Vail — Вейл, Анна Мюррей
- Vaill. — Вайян, Себастьян[10]
- Valeton — Валетон, Теодорик[289]
- Van den Berg — Берг, Кассио ван ден[290]
- van der Werff — Ван дер Верфф, Хендрик Хессел
- Van Eselt. — Ван Эзелтин, Глен Паркер
- Van Houtte — Ван-Гутт, Луи[291]
- Vand. — Ванделли, Доменико
- Vaniot — Ваньо, Эжен
- Vasey — Вэси, Джордж
- Vassilcz. — Васильченко, Иван Тихонович
- Vassilkov — Васильков, Борис Павлович[292]
- Vaupel — Фаупель, Фридрих
- Vavilov — Вавилов, Николай Иванович
- Veill. — Veillard, fl. 1800
- Veillon — Вейон, Жан-Мари
- Veitch — Вич, Джон Гулд
- Velarde — Octavio Velarde, fl., 1945—1959
- Velazco — Веласко, Карлос
- Velen. — Веленовский, Йозеф
- Veldkamp — Велдкамп, Ян Фредерик
- Vell. — Велозу, Жозе Мариану да Консейсан
- Velloso — Joaquim Velloso de Miranda, 1733—1815
- Vent. — Вантена, Этьен Пьер
- Vermoesen — François Marie Camille Vermoesen, 1882—1922
- Vesque — Веск, Жюльен
- Vest — Фест, Лоренц
- Vickery — Викери, Джойс Уинифред
- Vict. — Мари-Викторен (Кируак)
- Vida — Вида, Габор
- Vierh. — Фирхаппер, Фридрих
- Vig. — Вигье, Луи Гийом Александр[293]
- Vill. — Виллар, Доминик
- Villaseñor — Вильясеньор, Хосе Луис[294]
- Vilm. — Вильморен, Луи де
- Vines — Вайнс, Сидней Говард
- Vis. — Визиани, Роберто де
- Vitman — Витман, Фульдженцио
- Vittad. — Виттадини, Карло
- Viv. — Вивиани, Доменико
- Vl.V.Nikitin — Никитин, Владимир В., fl. 1996
- Vogel — Фогель, Теодор
- Voigt — Фогт, Иоахим Иоганн Отто
- Volkov — Волков, Лука Илларионович
- Vorosch. — Ворошилов, Владимир Николаевич
- Voss — Фосс, Андреас
- Vved. — Введенский, Алексей Иванович (ботаник)

## W
- W.A.Weber — Вебер, Уильям Альфред
- W.Bull — Бол, Уильям
- W.Bartram — Бартрам, Уильям
- W.Baxter — Бакстер, Уильям (ботаник)[295]
- W.Becker — Wilhelm Becker, 1874—1928
- W.C.Cheng — Чэн, Ван Чун
- W.C.Greg. — Walton Carlyle Gregory, 1910—
- W.D.J.Koch — Кох, Вильгельм Даниель Йозеф
- W.Dietr. — wikispecies:Werner Dietrich, 1938—
- W.E.Manning — Мэннинг, Уэйн Эйер
- W.F.Chiu — Wei Fan Chiu, fl. 1949
- W.F.Hillebr. — Хиллебранд, Уильям, 1853—1925
- W.H.Brewer — Брюэр, Уильям Генри
- W.H.Wagner — Вагнер, Уоррен Герберт
- W.Haage — Хаге, Вальтер
- W.Hill — en:Walter Hill (garden curator), 1820—1904
- W.Hook. — Гукер, Уильям (ботаник) Примечание: см.↑ Hook. — Гукер, Уильям Джексон (англ. William Jackson Hooker, 1785—1865)
- W.Hunter — Хантер, Уильям (ботаник)
- W.J.de Wilde — es:Willem Jan Jacobus Oswald de Wilde, 1936—
- W.J.Zinger — Цингер, Василий Яковлевич[296]
- W.L.E.Schmidt — Шмидт, Вильгельм Людвиг Эвальд
- W.M.Curtis — Кёртис, Винифред Мэри
- W.M.Sharp — Ward McClintic Sharp, 1904—1985
- W.Miller — William Tyler Miller, 1869—1938
- W.P.Adams — William Preston Adams, 1930—[297]
- W.P.C.Barton — William Paul Crillon Barton, 1786—1856
- W.Palmer — William Palmer, 1856—1921
- W.R.B.Oliv. — Оливер, Уолтер
- W.Sauer — Wilhelm Sauer, 1935—
- W.Saunders — en:William Saunders (botanist), 1822—1900
- W.T.Aiton — Айтон, Уильям Таунсенд
- W.T.Wang — Ван, Вэнь Цай
- W.W.Sm. — Смит, Уильям Райт
- W.Wight — Уайт, Уильям Франклин
- W.Wolf — Wolfgang Wolf, 1875—1950
- W.Y.Hsia — Wei Ying Hsia, 1896—1987
- Waga — Вага, Яков
- Wagenitz — Вагениц, Герхард
- Wahlenb. — Валенберг, Йёран[298]
- Waldst. — Вальдштейн, Франц де Паула Адам фон
- Waldron — Ralph Augustus Waldron, 1888—
- Wall. — Валлих, Натаниэл
- Wallr. — Валльрот, Карл Фридрих Вильгельм
- Walp. — Валперс, Вильгельм Герхард[299]
- Walter — Уолтер, Томас[300]
- Wangenh. — Вангенхайм, Фридрих Адам Юлиус фон
- Warb. — Варбург, Отто (ботаник)
- Ward — F.K. Ward, 1885—
- Warm. — Варминг, Йоханнес Эугениус
- Warnock — Barton Holland Warnock, 1911—1998
- Warsz. — Варшевич, Иосиф
- Wasser — Вассер, Соломон Павлович
- Wassh. — Васшаузен, Дитер Карл
- Watan. — Kiyohiko Watanabe, 1900—
- Watt — David Allan Poe Watt, 1830—1917
- Wawra — Heinrich Wawra von Fernsee, 1831—1887
- Webb — Уэбб, Филипп Баркер
- Weber — Вебер, Георг Генрих[301]
- Wedd. — Уэдделл, Хью Элджернон
- Wehrh. — Wilhelm Wehrhahn, 1857—1926[302]
- Weigel — Вайгель, Кристиан Эренфрид
- Weigend — Maximilian Weigend, 1969—
- Weim. — Веймарк, Хеннинг
- Weing. — Вайнгарт, Вильгельм
- Weinm. — Вейнман, Иван Андреевич
- Welsh — Henry Welsh, 1906—1967
- Welw. — Вельвич, Фридрих
- Welzen — P. C. van Welzen, 1958—
- Wender. — Вендерот, Георг Вельгельм Франц
- Wenz. — Венциг, Теодор
- Werderm. — Вердерманн, Эрих
- Wesm. — Alfred Wesmael
- Westc. — Уэсткотт, Фредерик
- Westerd. — Вестердейк, Йоханна
- Weston — Уэстон, Ричард[303]
- Wettst. — Веттштейн, Рихард
- Wherry — Уэрри, Эдгар Теодор
- Whitmore — Timothy Charles Whitmore, 1935—2002
- Whittaker — Уиттекер, Роберт Хардинг
- Wiedem. — Видеман, Фердинанд Иванович
- Wiegand — Уиганд, Карл Маккей[304]
- Wieringa — Jan Johannes Wieringa, 1967—
- Wiersema — John H. Wiersema, 1950—
- Wiest — Вист, Антон
- Wight — Уайт, Роберт
- Wijnands — Вейнанс, Онно
- Wiklund — Annette Wiklund, 1953—
- Wikstr. — Викстрём, Юхан Эмануэль
- Wilbr. — Вильбранд, Иоганн Бернхард
- Wilcz. — Вильчинский, Тадеуш Феликсович
- Wilczek — Вильчек, Эрнст
- Wild — Уайлд, Хайрем
- Wilensky — Виленский, Дмитрий Гермогенович
- Willd. — Вильденов, Карл Людвиг
- Willk. — Вильком, Генрих Мориц
- Wilmott — Уилмотт, Альфред Джеймс
- Wilson — Уилсон, Уильям (ботаник), 1799—1871
- Winkl. — Винклер, Эдуард
- Wissjul. — Висюлина, Елена Дмитриевна
- With. — Уизеринг, Уильям
- Wittm. — Виттмак, Людвиг
- Woł. — Eustach Wołoszczak, 1835—1918[305]
- Wolf — Вольф, Натанаель Маттеус фон[306]
- Woll. — Уолластон, Джордж Бьюкенен[307]
- Wolny — Andreas Raphael Wolny, —1829
- Wood — en:William Wood (botanist), 1745—1808[308]
- Woodson — Вудсон, Роберт Эверард[309]
- Woolls — Вуллс, Уильям
- Wooton — Вутон, Элмер Оттис[310]
- Wormsk. — Вормшёльд, Мортен
- Woron. — Воронихин, Николай Николаевич
- Woronin — Воронин, Михаил Степанович
- Woronow — Воронов, Юрий Николаевич (ботаник)
- Wóycicki — Zygmunt Wóycicki, 1871—1941
- Woyn. — Войнар, Генрих Карл
- Wulfen — Вульфен, Франц Ксавер фон
- Wurdack — Вердэк, Джон Джулиус
- Wurmb — Вурмб, Фридрих фон
- Wydler — Видлер, Генрих

## X
- X.Jun Liu — Xiang Jun Liu, fl. 1989
- X.W.Li — Xing Wen Li, 1932—
- X.Y.Yuan — Xiao Ying Yuan, fl. 1985

## Y
- Y.B.Peng — Yin Bin Peng, 1922—
- Y.B.Suh — Young Bae Suh, 1956—
- Y.F.Yu — Yong Fu Yu, 1967—
- Y.Itô — Yoshi Itô, 1907—1992[311]
- Y.L.Chen — Yi Ling Chen, 1930—
- Y.Ling — Ling Yong, 1903—1981
- Y.P.Hsu — Ying Peng (Ben) Hsu, 1933—
- Y.S.Kim — Yun Shik Kim, 1934—
- Y.Schouten — Y. Schouten, fl. 1985
- Y.Yabe — Yoshitaka Yabe, 1876—1931[312]
- Y.Z.Sun — Yon Zai Sun, 1898-1964
- Yakovlev — Яковлев, Геннадий Павлович
- Jakubz. — Якубцинер, Моисей Маркович
- Yamam. — Yoshimatsu Yamamoto, 1893—1947[313]
- Yanagita — Yoshizo Yanagita, 1872—1945
- Yatabe — Ryôkichi (Ruôkichi) Yatabe, 1851—1899

## Z
- Z.G.Zhang — Zhi Guang Zhang, fl. 2001
- Z.H.Chen — Zheng Hai Chen, fl. 1989
- Z.H.Tsi — Zhan Huo Tsi, 1937—
- Z.Y.Zhu — Zheng Yin Zhu, fl. 1982
- Z.Ying Zhang — Zhi Ying Zhang, fl. 1983
- Zabel — Цабель, Герман
- Zahn — Цан, Карл Герман
- Zakirov — Закиров, Кадыр Закирович
- Zanardini — Цанардини, Джованни
- Zander — Цандер, Роберт
- Zapał. — Запалович, Хуго[314]
- Zappi — Заппи, Даниэла Кристина
- Zardini — Elsa Matilde Zardini, 1949—
- Zefir. — Зефиров Б. М., 1915—1957
- Zernov — Зернов, Александр Сергеевич
- Zeyh. — Цейгер, Карл Людвиг Филипп
- Zhmylev — Жмылев, Павел Юрьевич
- Zhuk. — Жуковский, Пётр Михайлович
- Zigra — Цигра, Иоганн Герман
- Zimmeter — Цимметер, Альберт
- Zinn — Цинн, Иоганн Готтфрид
- Zohary — he:מיכאל זהרי, en:Michael Zohary, 1898—1983
- Zoll. — Цоллингер, Генрих
- Zotov — Зотов, Виктор Дмитриевич
- Zoz — I. G. Zoz, 1903—
- Zucc. — Цуккарини, Йозеф Герхард
- Zumagl. — it:Maurizio Zumaglini, 1804—1865

### Комментарии
1. ↑  Ранее использовалось укороченное обозначение: Berger
2. ↑  Ранее использовалось сокращение A.Br., которое теперь указывает на учёного Аддисон Браун
3. ↑  В советское время применяли сокращение Edwards, которое теперь указывает на учёного С. Т. Эдвардс (1769—1819)
4. ↑  Вариант записи обозначения: Fernandes
5. ↑  Ранее использовалось сокращение Henry, которое теперь указывает на учёного Aimé Constant Fidèle Henry (1801—1875)
6. ↑  Другой вариант сокращения: Adr.Juss.
7. ↑  Ранее использовалось сокращение A.Beck.
8. ↑  Другие варианты написания: A.Löve, A.Love
9. ↑  Ранее использовалось обозначение: Nels.
10. 1 2 3 4 5 6 7 8 9 10 11 12 13 14 15 16 17 18 19 20 21 22 23 24 25 26 27 28 29 30 31 32 33 34 35 36 37 38 39 40 41 42 43 44 45 46  Долиннеевский ботаник. Названия, опубликованные им до 1 мая 1753 года, не считаются действительно опубликованными с точки зрения Международного кодекса ботанической номенклатуры, в связи с чем в современной научной литературе это обозначение практически не встречается.
11. ↑  Вариант сокращения  «Aell.»
12. ↑  Ранее вместо Aiton использовалось Ait.
13. ↑  В советское время применяли сокращение Wood, которое теперь указывает на учёного Уильяма Вуда (1745—1808)[англ.]
Другие варианты обозначения ботаника: A.Wood, или Alf.Wood
14. ↑  Иногда вместо Andersson используются Anderss. или Ands.
15. ↑  Другая форма сокращения: Andre
16. ↑  В советское время применяли сокращение: Andr.
17. ↑  В литературе по микологии сокращение «Arora» употребляется (ошибочно ?) для Дэвида Ароры (англ. David Arora)  Архивная копия от 12 марта 2012 на Wayback Machine
18. ↑  Ранее использовалось обозначение: Aschers.
19. ↑  Другой вариант записи сокращения: Aubrev.
20. ↑  В советское время применяли сокращение Jacks., которое теперь указывает на учёного George Jackson, 1790—1811
21. ↑  Другой вариант обозначения: Fedtsch.
22. ↑  Другое обозначение автора Robinson. Ранее использовалось сокращение Rob., которое теперь указывает на учёного William Robinson, 1838—1935
23. 1 2 3  Сокращение, указывающее на соавторство нескольких учёных.
24. ↑  Ранее сокращение Bailey использовалось для обозначения другого учёного — Liberty Hyde Bailey (1858—1954)
25. ↑  Другое обозначение автора: Bal.
26. ↑  Другое обозначение: Barneoud
27. ↑  Также использовалось сокрацение: Basilevsk.
28. ↑  Устаревшее обозначение автора: Batal.
29. ↑  Вариант обозначения: Beg.
30. ↑  Вариант обозначения: Beissner
31. ↑  Вариант обозначения: Bel.
32. ↑  Устаревшее обозначение автора: Bell.
33. ↑  Ранее сокращение Berg использовалось для обозначения другого учёного — Otto Karl Berg (1815—1866). В зоологии сокращение Berg используется для обозначения таксонов, описанных Львом Семёновичем Бергом.
34. ↑  Вариант сокращения: Berth.
35. ↑  Устаревшее обозначение этого автора: Bess.
36. ↑  Ранее сокращение Blake использовалось для обозначения другого учёного — Sidney Fay Blake, 1892—1959
37. ↑  Ранее использовалось сокращение: Bobr.
38. ↑  Ранее сокращение Bolus использовалось для обозначения другого учёного — Harriet Margaret Louisa Bolus, 1877—1970
39. ↑  Другая форма записи обозначения: Borbas
40. ↑  Другой вариант обозначения: Borner
41. ↑  Другой вариант обозначения: Z.Botsch.
42. ↑  Другое обозначение автора: Br.-Bl.
43. ↑  Также использовалось сокрацение Britt.
44. ↑  Ранее использовалось обозначение: Bge.
45. ↑  Ранее использовалось обозначение: Bur.
46. ↑  Вариант обозначения: I.H.Burkill
47. ↑  Ранее использовалось обозначение: Bus.
48. ↑  Вариант записи обозначения: Businsky
49. ↑  Устаревшее сокращение автора: Agardh
50. ↑  В советское время применяли сокращение Clarke, которое теперь указывает на учёного Benjamin Clarke, 1813—1890
51. ↑  Ранее использовалось сокращение: Bickn.
52. ↑  Вариант записи сокращения: C.Diaz
53. ↑  Вариант записи сокращения: Gaertn.f.
54. ↑  Чаще используется обозначение K.Koch
55. ↑  Чаще используется сокращение Müll.Hal., сокращение C.Müll. может указывать на альголога Карлу Мюллер (Carla Müller).
56. ↑  В советское время применяли сокращение Morton, которое теперь указывает на учёного Julius Sterling Morton, 1832—1902
57. ↑  Ранее использовалось сокращения: Carr. или Carriere
58. ↑  Другой вариант написания: Čelak.
59. ↑  Другое обозначение: W.Y.Chun
60. ↑  Ранее использовалось сокращение: Cyr.
61. ↑  Ранее, сокращение Clarke использовалось для обозначения другого учёного — Чарльза Кларка (1832—1906)
62. ↑  Ранее использовалось сокращение: Coll.
63. ↑  Устаревшее обозначение автора: Court.
64. ↑  Устаревшее обозначение автора: Cov.
65. ↑  Устаревшее обозначение автора: Cronq.
66. ↑  Устаревшее обозначение автора: Curt.
67. ↑  Ранее использовалось сокращение: Cust.
68. ↑  Другой вариант сокращения: D.Love
69. ↑  Вариант обозначения: A.Danin
70. ↑  Ранее использовалось сокращение: Deb.
71. ↑  Ранее использовалось сокращение: Delarb.
72. ↑  Устаревшее обозначение автора: D’Ombrain
73. ↑  Вариант записи сокращения: Dougl.
74. ↑  Ранее сокращение Drumm. использовалось для обозначения другого учёного — James Drummond, 1787—1863
75. ↑  Другое обозначение автора: Dum. или Dumortier
76. ↑  Устаревшее обозначение автора: Dun.
77. ↑  Вариант обозначения: E.Busch
78. ↑  Устаревшее обозначение автора: Wils.
79. ↑  В советское время применяли сокращение James, которое теперь указывает на учёного Thomas Potts James, 1803—1882
80. ↑  Устаревшее обозначение автора: Morr.
81. ↑  Ранее применяли сокращение Perrier, которое теперь указывает на учёного Alfred Perrier, 1809—1866
82. ↑  Вариант обозначения: Ecklon
83. ↑  Ранее сокращение Edwards использовалось для обозначения другого учёного — Alexander Edwards 1904—
84. ↑  Ранее использовалось сокращение: Egglest.
85. ↑  Стандартное сокращение: T.V.Egorova
86. ↑  Устаревшее обозначение автора: Ell.
87. ↑  Устаревшее обозначение автора Dietr.
88. ↑  Другие варианты записи обозначения F.H.Wiggers или Wiggers
89. ↑  Устаревшее обозначение автора Michx.f.
90. ↑  Иногда встречается обозначение: T.Alex.
91. ↑  В советское время применяли сокращение Rudolphi, которое теперь указывает на учёного Karl Asmund Rudolphi, 1771—1832
92. ↑  Другое обозначение автора Fern.
93. ↑  Другое обозначение автора Flem.
94. ↑  Вариант написания Fluegge
95. ↑  Устаревшее обозначение ботаника: Fries
96. ↑  Вариант записи обозначения: Fric
97. ↑  Ранее применяли сокращения: P.Gaertn. или P.G.Gaertn.
98. ↑  В советское время применяли сокращение Lewis, которое теперь указывает на учёного Meriwether Lewis, 1774—1809
99. ↑  Ранее применяли сокращение: Nesom
100. ↑  Ранее применяли сокращение: Nichols.
101. ↑  Вариант записи обозначения: Gärtn.
102. ↑  Вариант записи сокращения: Gardn.
103. ↑  Устаревшее обозначение автора: Gars.
104. ↑  Устаревшее обозначение автора: Gaud.
105. ↑  Иногда используют обозначение: C.Gay
106. ↑  Иногда применяют обозначение с инициалами: L.S.Gibbs
107. ↑  Устаревшее обозначение автора: Gill.
108. ↑  Вариант записи обозначения: Gord.
109. ↑  Вариант обозначения: Grah.
110. ↑  Вариант обозначения: Greenman
111. ↑  Устаревшее обозначение автора: Groenl.
112. ↑  Вариант написания: Gusul.
113. ↑  Вариант записи обозначения: H.Itô
114. ↑  Встречаются другие варианты обозначения Levl., H.Lev. или H.Léveillé
115. ↑  В советское время применяли сокращение Mason, которое теперь указывает на учёного Francis Mason, 1799—1874
116. ↑  Вариант записи обозначения: H.Möller
117. ↑  В советское время применяли сокращение Wehrh., которое теперь указывает на учёного Wilhelm Wehrhahn, 1857—1926
118. ↑  Устаревшее обозначение автора: St.John
119. ↑  Устаревшее обозначение автора: Hartm.
120. ↑  Вариант обозначения: P.B.Heenan
121. ↑  Другое обозначение автора: Hemsley
122. ↑  Другое обозначение автора: Henr.
123. ↑  Ранее сокращение Henry использовалось для обозначения другого учёного — Augustine Henry, 1857—1930
124. ↑  Также использовалось сокращение: Herd.
125. ↑  Другое обозначение автора: Hérincq
126. ↑  Устаревшее обозначение автора: Hbd.
127. ↑  Другое обозначение автора: Hiroe
128. ↑  Устаревшее обозначение автора: A.S.Hitchc.
129. ↑  Устаревшее обозначение автора: Hoffmgg.
130. ↑  Другой вариант обозначения автора: J.D.Hooker
131. ↑  Другой вариант обозначения: Hrabetova-Uhrova
132. ↑  Устаревшее обозначение автора: Hult., Hulten
133. ↑  В советское время применяли сокращение Johnst., которое теперь указывает на Джорджа Джонстона (англ. George Johnston; 1797—1855)
134. ↑  Не путать с Laís de Souza Inocencio, имеющим сокращение «L.S.Inocencio»
135. ↑  Ещё применялось обозначение: Wendl.
136. ↑  В советское время применяли сокращение Drumm., которое теперь указывает на учёного Thomas Drummond, 1780—1835
137. ↑  Ранее использовалось обозначение: Macbr.
138. ↑  В зоологии используется обозначение: Miller
139. ↑  Другой вариант обозначения: Ja.Vassiliev
140. ↑  Ранее использовалось сокращение: Jacq.f.
141. ↑  Вариант записи обозначения: J.Leonard
142. ↑  Устаревшее обозначение автора: Jaume
143. ↑  Ранее сокращение Jacks. использовалось для обозначения другого учёного — Benjamin Daydon Jackson, 1846—1927
144. ↑  В советское время сокращение James использовалось для обозначения другого учёного — Edwin P. James, 1797—1861
145. ↑  В советское время сокращение Johnst. использовалось для обозначения другого учёного — Ivan Murray Johnston, 1898—1960
146. ↑  Другой вариант написания: Jordan
147. ↑  Другой вариант обозначения: Ivanova
148. ↑  Другой вариант обозначения: Kämpf.
149. ↑  Ранее использовалось: Kalenicz.
150. ↑  В советское время сокращение Kenn. использовалось для обозначения другого учёного — Patrick Beveridge Kennedy, 1874—1930
151. ↑  Другой вариант сокращения: Klask.
152. ↑  Также используется сокращение: Klok.
153. ↑  Вариант сокращения: Knize
154. ↑  Вариант сокращения: Knorr.
155. ↑  Вариант сокращения: Korn.-Tr.
156. ↑  Вариант сокращения: Košanin
157. ↑  Вариант сокращения: Koss.
158. ↑  Вариант записи сокращения: Kras Lap.
159. ↑  Варианты записи сокращения: Krísa, Krisa
160. ↑  Другое обозначение: Kryl.
161. ↑  Другой вариант записи обозначения Kükenth.
162. ↑  Ранее в некоторых источниках использовалось обозначение O.Kuntze и O.Ktze.
163. ↑  Ранее использовалось сокращение I.Kytovuori
164. ↑  Вариант записи сокращения: L'Her.
165. ↑  В советское время применяли сокращение Bolus, которое теперь указывает на учёного Harry Bolus, 1834—1911
166. ↑  Вариант сокращения: L.D.Gomez
167. ↑  Другой вариант написания L.F.Čelak.
168. ↑  Ранее, вместо L.H.Bailey, использовалось сокращение Bailey, которое теперь указывает на учёного Jacob Whitman Bailey (1811—1857)
169. ↑  Не путать с Кристиной Иносенсио[исп.] (исп. Cristina Inocencio), имеющей сокращение "Inocencio"
170. ↑  Вариант сокращения: Lach.
171. ↑  Вариант обозначения: Lavallee
172. ↑  Вариант обозначения: Lawalree
173. ↑  Вариант записи обозначения: Lenne
174. ↑  Вариант записи обозначения: Leon
175. ↑  Устаревшее обозначение автора: Lev.
176. ↑  Основной вариант сокращения — H.Lév., встречаются также варианты обозначения H.Lev., H.Léveillé
177. ↑  В советское время сокращение Lewis использовалось для обозначения другого учёного — Gwendoline Joyce Lewis, 1909—1967
178. ↑  Другое, вероятно устаревшее, обозначение: Lindley
179. ↑  Другой вариант сокращения: Lois.
180. ↑  Другой вариант сокращения: Lomak.
181. ↑  Вариант сокращения: Loud.
182. ↑  Ранее использовалось обозначение: Bieb. и (реже) M.B. (напр. во Фл. СССР, вып. 3)
183. ↑  Вариант записи сокращения: M.Gomez
184. ↑  Встречается также сокращение: Marsh.
185. ↑  Вариант записи обозначения: Martinez
186. ↑  Иногда встречается другое обозначение автора: Martius
187. ↑  Встречается также сокращение: Martinov
188. ↑  В советское время сокращение Mason использовалось для обозначения другого учёного — Herbert Louis Mason, 1896—1994
189. ↑  Устаревшее обозначение автора: Mazz.
190. ↑  Другое обозначение автора: Medic.
191. ↑  Неправильно: Meissn.
192. ↑  Вариант записи обозначения: Mendonca
193. ↑  В советское время сокращение Micheli использовалось для обозначения другого учёного — Pietro Antonio Micheli, 1679—1737
194. ↑  Другой вариант обозначения: H.Migo
195. ↑  Другое обозначение автора: J.C.Mikan
196. ↑  Другое обозначение автора: P.Mill.
197. ↑  Старое обозначение автора: Mol.
198. ↑  Другой вариант обозначения: Mold.
199. ↑  В советское время сокращение Moore использовалось для обозначения другого учёного — Thomas Moore, 1821—1887
200. ↑  Устаревшее обозначение автора:P.Morat
201. ↑  Устаревшее обозначение автора: Mord. de Laun.
202. ↑  В советское время сокращение Morton использовалось для обозначения другого учёного — Conrad Vernon Morton, 1905—1972
203. ↑  Другой вариант обозначения: Moschl
204. ↑  Встречается также обозначение C.Müll.
205. ↑  Иногда применяют обозначение: Muenchh.
206. ↑  Другой вариант обозначения: Murr.
207. ↑  Другие варианты обозначения: Muss.Puschk., Muss.-Puschk., Puschk.
208. ↑  Другой вариант обозначения: N.Holmgren
209. ↑  Вариант написания: N.Zing.
210. ↑  Вариант написания: Nabelek
211. ↑  Другое обозначение: Naud.
212. ↑  Другой вариант обозначения: Nee
213. ↑  Другой вариант обозначения:Nevarez
214. ↑  Также могут использоваться обозначения «Noé» и «Noe»
215. ↑  Ранее использовалось сокращение Berg, которое теперь указывает на учёного Ernst von Berg (1782—1855)
216. ↑  В советское время применяли сокращение: Schulz
217. ↑  Устаревшее обозначение автора: Ort.
218. ↑  В советское время применяли сокращение Kenn., которое теперь указывает на учёного George Golding Kennedy, 1841—1918
219. ↑  Другой вариант сокращения: Beauv.
220. ↑  Ранее использовалось сокращение: P.Br.
221. 1 2  Устаревшее сокращение, сейчас применяется сокращение G.Gaertn.
222. ↑  Часто используется обозначение: P.G.Xiao
223. ↑  Встречается также сокращение: J.B.Palacký
224. ↑  Встречается также сокращение: Patr.
225. ↑  Иногда используют сокращение: P.Wils.
226. ↑  В советское время применяли сокращение: N.Pavl.
227. ↑  Ранее применяли сокращение: Paxt.
228. ↑  Ранее использовалось сокращение: Penn.
229. ↑  Встречается также обозначение: Petrak
230. ↑  Иногда используют обозначение: Pfitz.
231. ↑  Ранее использовалось сокращение: Philippi
232. ↑  Встречается также сокращение: Pilger
233. ↑  Встречается также сокращение: Pill.
234. ↑  Ранее применяли сокращение: Pont.
235. ↑  Иногда применяют сокращение: Pouz.
236. ↑  Ранее использовалось сокращение: Pugsl.
237. ↑  Ранее использовались сокращения: Rob.Schomb. и Schomb.
238. ↑  В советское время применяли сокращение: Schust.
239. ↑  В советское время применяли сокращение Uechtr., которое теперь указывает на учёного Maximilian Friedrich Sigismund von Uechtritz, 1785—1851
240. ↑  В советское время применяли сокращение Vig., которое теперь указывает на учёного Louis Guillaume Alexandre Viguier, 1790—1867
241. ↑  Часто используется вариант сокращения: Reichb.
242. ↑  Встречается также сокращение: R.W.Read
243. ↑  Встречалось также сокращение: Rehd.
244. ↑  Вариант записи обозначения: H.U.Riedl
245. ↑  Вариант записи обозначения: Riha
246. ↑  Вариант записи обозначения: Riviere
247. ↑  Ранее сокращение Rob. использовалось для обозначения другого учёного — Benjamin Lincoln Robinson, 1864—1935
248. ↑  Иногда используется обозначение: Rozhev.
249. ↑  Ранее использовалось сокращение: Roxburgh
250. ↑  Ранее сокращение Rudolphi использовалось для обозначения другого учёного — Friedrich Karl Ludwig Rudolphi, 1801—1849
251. ↑  Встречается также сокращение: Ruprecht
252. ↑  В советское время применяли сокращение Blake, которое теперь указывает на учёного Joseph Blake, 1814—1888
253. ↑  Широко известен другой Грей, Сэмюэл Фредерик (1766—1828), его обозначение Gray
254. ↑  Другой вариант обозначения: S.C.Ko
255. ↑  Иногда используют сокращение: S.Wats.
256. ↑  Иногда используют сокращение: Sagast.
257. ↑  Ранее использовалось сокращение: Schultz Bip.
258. ↑  Иногда используют сокращение: Schaeffer
259. ↑  Иногда используют сокращение: Schk.
260. ↑  Другое обозначение автора: Schlecht.
261. ↑  Ранее использовалось сокращение Schultes
262. ↑  В советское время применяли сокращение Sello, которое теперь указывает на Hermann Ludwig Sello
263. ↑  Устаревшее обозначение автора: Sieb.
264. ↑  Другое обозначение автора: Sing.
265. ↑  Другое обозначение автора: Sirj.
266. ↑  Другое обозначение автора: Soland.
267. ↑  Вариант обозначение автора: Solem.-Antw. From Meikle
268. ↑  Устаревшее обозначение автора: Somm.
269. ↑  Встречает также обозначение Soo
270. ↑  Gerhard Wagenitz. Goettinger Biologen 1737 - 1945. — Vandenhoeck & Ruprecht, 1988. — С. 172. — 228 с.
271. ↑  Устаревшее обозначение автора: Stev.
272. ↑  Устаревшее обозначение автора: Stojan.
273. ↑  Другое обозначение: Studnicka
274. ↑  Устаревшее обозначение автора: Suenderm.
275. ↑  Вариант обозначения: Suesseng.
276. ↑  Вариант обозначения: Suring.
277. ↑  Другое обозначение: Szyszyl.
278. ↑  Вариант записи обозначения: T.Itо
279. ↑  В советское время применяли сокращение Moore, которое теперь указывает на учёного David Moore, 1808—1879
280. ↑  Встречается также сокращение Egor.
281. ↑  Устаревшее обозначение автора: Thoms.
282. ↑  Другой вариант обозначения: Thou.
283. ↑  Ранее использовалось сокращение: Todaro
284. ↑  Вариант записи обозначения: Tölken
285. ↑  Вариант записи обозначения: Tscherm.
286. ↑  Устаревшее обозначение автора: Turr.
287. ↑  Ранее сокращение Uechtr. использовалось для обозначения другого учёного — Rudolf Friedrich von Uechtritz, 1838—1886
288. ↑  Вариант обозначения: V.Albert
289. ↑  Вариант сокращения: Val.»
290. ↑  Вариант обозначения: C.Van den Berg
291. ↑  В книгах советского периода встречалось обозначение: Houtte
292. ↑  Вариант обозначения: Vassilk.
293. ↑  Ранее сокращение Vig. использовалось для обозначения другого учёного — René Viguier, 1880—1931
294. ↑  Другой вариант обозначения: Villasenor
295. ↑  Вариант записи обозначения: W.Baxt.
296. ↑  В русскоязычной литературе также используется обозначение Zing.
297. ↑  Другое обозначение автора: P.Adams
298. ↑  Ещё применялось обозначение: Wahl.
299. ↑  Другое обозначение: Walpers
300. ↑  Вариант обозначения: Walt.
301. ↑  Устаревшее обозначение автора: Web.
302. ↑  Ранее сокращение Wehrh. использовалось для обозначения другого учёного — Heinrich Rudolf Wehrhahn, 1887—1940
303. ↑  Сокращение обозначения имени: West.
304. ↑  Также использовалось сокращение: Wieg.
305. ↑  Вариант записи обозначения: Wol.
306. ↑  Раньше использовалось обозначение: N.M.Wolf
307. ↑  Вариант записи обозначения: Wollaston
308. ↑  Ранее сокращение Wood использовалось для обозначения другого учёного — Alphonso Wood, 1810—1881
309. ↑  Вариант записи обозначения: Woods.
310. ↑  Вариант записи обозначения: Woot.
311. ↑  Вариант обозначения: Y.Ito
312. ↑  Вариант обозначения: Yabe
313. ↑  Вариант обозначения: Yamamoto
314. ↑  Вариант обозначения: Zapal.